# Monte Denai
Monte Denai è un altipiano delle Prealpi Bresciane e Gardesane, alto 1.294 m. con la sommità detta Dosso delle Teste.

## Geografia fisica
Situato nel territorio comunale di Magasa fa parte del Parco Alto Garda Bresciano e del gruppo del Tombea-Manos ed è raggiungibile da Magasa e su strada sterrata e con permesso da Valvestino. Il luogo si presenta come una vasta prateria ed è una zona d'alpeggio e coltivazione del foraggio, un'area dedicata alla produzione del formaggio Tombea.

### Geologia
L'Impero austriaco nella seconda metà dell'Ottocento progettò e finanziò nell'ambito del Geologische Reichanstalt studi e ricerche geologiche nel Tirolo meridionale e nel Trentino parallelamente con i rilievi topografici e le prime carte catastali. Tra il 1875 e il 1878 Karl Richard Lepsius svolse accurate ricerche stratografiche dedicando alcune pagine del suo libro alla geologia delle Alpi di Ledro e dei monti a sud dell'Ampola con studi di dettaglio della dolomia superiore dell'Alpo di Bondone, della Valle Lorina, della Val Vestino e del monte Caplone. Nella sua pubblicazione "L'Alto Adige occidentale" edita a Berlino nel 1878 Lepsius scrisse: "La maggior parte della Val di Vestino è costituita da dolomie principali, le cui gole selvagge sono difficilmente penetrabili; su di essa giacciono gli strati retici, gravemente fagliati e trafitti dalle rigide dolomiti. La formazione irregolare rende difficile separare sempre il calcare lilodendro e la dolomia dalla sottostante dolomia principale; perché le contorta-mergel sono per lo più scartate e frantumate, e portate via dall'acqua sulle dolomiti. L'ampio pianoro sopra Magasa, su cui si estendono freschi prati verdi e cespugli, lo riconosciamo subito come retico in contrasto con le dolomitiche aspre e quasi completamente brulle: numerosi blocchi di lilodendri, Terebratula gregaria, Aviceln, Modiole confermano subito la nostra ipotesi; accanto a ciò sono state strappate dall'acqua le argille di contorta-thone, in cui troviamo la stessa Avicula contorta, Cyrena rhaetica, Cerithium hemes, Leda percaudata, Cardita austriaca e altre. Sono state trovate grandi quantità di fossili caratteristici di questi strati. Gli strati scendono dal Passo del Caplone a sud; i calcari lilodendri sono crollati sulle argille inferiori e gettati a sud sulle dolomiti principali. Le case sui prati superiori sono costruite con calcare nero di lilodendro. Verso l'abitato di Magasa si scende su calcari lilodendri, un'alternanza di calcari grigi e neri, calcari dolomitici grigi e bianchi di dolomie bianche. Sotto di essa giace, non molto fitta, impalata tra frastagliate dolomiti principali, la contorta-mergel.
Da Magasa, dirigiti a ovest attraverso l'altopiano per arrivare a Bondone e nella valle del Chiese".

## Origine del nome
Completamente sconosciuto è l'origine del nome che sicuramente è di origine preromana o germanica. Si può anche supporre che Denai abbia una derivazione medievale legata a un antroponimico, dal nome latino "Danarius" come a indicare l'antico proprietario del luogo oppure che possa essere una variante della parola latina “denarius”, che era la moneta maggior valore nell’antica Roma. Il “denarius” era ampiamente utilizzato nell’Impero Romano e il suo valore era di solito equivalente a dieci assi o a 16 sesterzi. Difatti è accertato che nel medioevo ma anche nelle letteratura dell'Ottocento i denari venivano chiamati "denai", "denaj" e allo stesso modo aveva il significato in certi dialetti locali italiani, ove vige il detto: "Chi piglia moglie per denaj, spesso sposa liti e guai". Pertanto Il significato del nome "Danarius" o della parola "denarius" può quindi essere associato al valore, alla ricchezza o all’importanza economica del luogo.
Mentre come toponimo è presente solo in Malesia con il sentiero Denai Tiga Puteri a Kepong e con la città di Denai Alam che in lingua malese significa sentiero, anche se bisogna tenere presente che le Lingue austronesiane sono considerate dagli studiosi precedenti alle Lingue indoeuropee e pertanto forse non vi è nessun rapporto etimologico né semantico.

## Storia
Il nome del monte Denai compare la prima volta negli Statuti comunali di Magasa del 1589  ove in una serie di articoli si indicavano i vari passaggi pedonali e i periodi praticabili tra i vari fondi, il mantenimento della strada mulattiera che sale da Magasa al monte, i luoghi preposti all'abbeverata del bestiame e i periodi della monticazione. Mentre nel 1633 Gottardo Gottardi, detto Tavagnone o Tavagnù dispose con testamento che, alla sua morte, il ricavato dell’affitto dei suoi due fienili a Cima Rest e a Monte Denai si doveva spendere in tanto sale da dispensare alla popolazione di Magasa.
Nei secoli passati l'altipiano del monte Denai è stato una luogo strategico nei periodi di guerra, da qui difatti si poteva controllare agevolmente ogni movimento nemico lungo la Val Vestino, tra il monte Tombea e Monte Camiolo, e l'ampio pianoro consentiva l'accampamento ad una truppa numerosa. Così nel febbraio del 1799, a seguito dell'invasione napoleonica dell'Italia, il Magistrato Consolare di Trento incaricò il capitano Giuseppe de Betta di portarsi con una compagnia di 120 bersaglieri tirolesi a Magasa e via Cima Rest a Cadria a presidio dei confini meridionali del Principato vescovile di Trento minacciati dai francesi.
Più tardi, nel luglio del 1866 durante la terza guerra di indipendenza fu scalato dai garibaldini del 2º Reggimento Volontari Italiani del colonnello Pietro Spinazzi intenti all'assedio del Forte d'Ampola.
Nel 1915, nella prima guerra mondiale, fu occupato dal 7º Reggimento bersaglieri e poi fortificato dal Regio esercito italiano con la costruzione della carrozzabile Persone, Messane, Denai, Tombea, Alpo e Val Lorina oltre a quattro postazioni di una batteria di artiglieria per pezzi di grosso calibro 149A, sul Dosso delle Teste, che era inserita nella Terza linea di difesa arretrata del sistema Tombea-Caplone.
Sempre nel corso della Grande Guerra, nel dicembre del 1916, in località Bèrse in prossimità del Cavallino di Pràa, fu notato in un'autocolonna militare, proveniente da Persone, il re Vittorio Emanuele III nel corso di una sua ispezione alle retrovie del fronte.
Nel giugno del 1997, a causa del sequestro Soffiantini, tutta la zona di Magasa e in special modo i fondi rustici ivi presenti fu perlustrata dal Battaglione Carabinieri di Brescia, in quanto fu ritenuta un possibile luogo di costrizione dell'imprenditore manerbiese.

### L'ascia preistorica di monte Denai
Un'ascia in bronzo ad alette terminali di tipo Povo, databile alla prima età del Ferro, IX-V secolo a.C., rinvenuta casualmente in località Denai in comune di Magasa  nel 2017 e ora conservata presso il Museo archeologico della Valle Sabbia di Gavardo, testimonia l'antica frequentazione di queste montagne di popolazioni preistoriche appartenenti alle culture di Luco-Meluno e Breno-Dos dell'Arca, che le fonti storiche attribuiscono alla stirpe retica o euganea. I popoli principali di questo gruppo saranno i Camunni o Camuni della Val Camonica, i Trumplini della Val Trompia e gli Stoeni o Stoni.  Quest'ultimi sembra dominassero il Trentino sud occidentale compreso tra il lago d'Idro, la Val Vestino, le valli delle Giudicarie, il basso Sarca e la parte nord del monte Baldo.
L’età del Ferro, che soppiantò l'età del Bronzo, conobbe grandi innovazioni tecnologiche e sociali, e corrisponde al periodo in cui l’Italia settentrionale entrò in contatto con civiltà più sviluppate, come gli Etruschi prima e Roma dopo. Per questo motivo è detta anche protostoria. 
Secondi i ricercatori dossi e rilievi mantenevano in quei tempi una funzione di controllo del territorio, mentre il rinvenimento di oggetti sporadici provenienti dalle valli montane dell'entroterra attestano la continuazione degli interessi economici riguardanti le alte terre del lago di Garda con quelle di pianura e le valli del Trentino. "Sui rilievi del Garda occidentale, alcuni siti continuano, in quel periodo, ad avere una vocazione insediativa come il Colle San Martino di Gavardo e Castelpena in comune di Roè Volciano, fuse entrambi anche con valenze rituali così come i siti di Monte Covolo di Villanuova sul Clisi e della Rocca di Manerba". Il manufatto è stato fotografato ed è in corso di inventariazione nonché di analisi metallografica.

### I primi giorni della Grande Guerra. L'avanzata dei bersaglieri italiani
Cima Gusaur e Cima Manga in Val Vestino facevano parte fin dall'inizio della Grande Guerra dell'Impero austro-ungarico e furono conquistate dai bersaglieri italiani del 7º Reggimento nel primo giorno del conflitto, il 24 maggio 1915, sotto la pioggia. In vista dell’entrata in guerra del Regno di Italia contro l’Impero austro-ungarico, il Reggimento fu mobilitato sull’Alto Garda occidentale, inquadrato nella 6ª Divisione di fanteria del III Corpo d’Armata ed era composto dai Battaglioni 8°, 10° e 11° bis con l'ordine di raggiungere in territorio ostile la prima linea Cima Gusaner (Cima Gusaur)-Cadria e poi quella Bocca di Cablone-Cima Tombea-Monte Caplone a nord.
Il 20 maggio i tre Battaglioni del Reggimento raggiunsero Liano e Costa di Gargnano, Gardola a Tignale e Passo Puria a Tremosine in attesa dell’ordine di avanzata verso la Val Vestino. Il 24 maggio i bersaglieri avanzarono da Droane verso Bocca alla Croce sul monte Camiolo, Cima Gusaur e l'abitato di Cadria, disponendosi sulla linea che da monte Puria va a Dosso da Crus passando per Monte Caplone, Bocca alla Croce e Cima Gusaur.
Lo stesso 24 maggio, da Cadria, il comandante, il colonnello Gianni Metello, segnalò al Comando del Sottosettore delle Giudicarie che non si trovavano traccia, né si sapeva, di lavori realizzati in Valle dal nemico, le cui truppe si erano ritirate su posizioni tattiche al di là di Val di Ledro. Evidenziava che nella zona, priva di risorse, con soltanto vecchi, donne e fanciulli, si soffriva la fame. Il giorno seguente raggiunsero il monte Caplone ed il monte Tombea senza incontrare resistenza.
Lorenzo Gigli, giornalista, inviato speciale al seguito dell'avanzata del regio esercito italiano scrisse: "L'avanzata si è svolta assai pacificamente sulla strada delle Giudicarie; e uguale esito ebbe l'occupazione della zona tra il Garda e il lago d'Idro (valle di Vestino) dove furono conquistati senza combattere i paesi di Moerna, Magasa, Turano e Bolone. Le popolazioni hanno accolto assai festosamente i liberatori; i vecchi, le donne e i bambini (chè uomini validi non se ne trova no più) sono usciti incontro con grande gioia: I soldati italiani!
Gli austriaci, prima di andarsene, li avevano descritti come orde desiderose di vendetta. Ed ecco, invece, se ne venivano senza sparare un colpo di fucile...A Magasa un piccolo Comune della valle di Vestino i nostri entrarono senza resistenza. Trovarono però tutte le case chiuse. L'unica persona del paese che si potè vedere fu una vecchia. Le chiesero: "Sei contenta che siano venuti gli italiani?". La vecchia esitò e poi rispose con voce velata dalla paura: "E se quelli tornassero?". «Quelli», naturalmente, sono gli austriaci. Non torneranno più. Ma hanno lasciato in questi disgraziati superstiti un tale ricordo, che non osano ancora credere possibile la liberazione e si trattengono dall'esprimere apertamente la loro gioia pel timore di possibili rappresaglie. L'opera del clero trentino ha contribuito a creare e ad accrescere questo smisurato timore. Salvo rare eccezioni (nobilissima quella del principe vescovo di Trento, imprigionato dagli austriaci), i preti trentini sono i più saldi propagandisti dell'Austria. Un ufficiale mi diceva: "Appena entriamo in un paese conquistato, la prima persona che catturiamo è il prete. Ne vennero finora presi molti. E' una specie di misura preventiva...".
Il 27 maggio occuparono più a nord Cima spessa e Dosso dell’Orso, da dove potevano controllare la Val d’Ampola, e il 2 giugno Costone Santa Croce, Casetta Zecchini sul monte Calva, monte Tremalzo e Bocchetta di Val Marza. Il 15 giugno si disposero tra Santa Croce, Casetta Zecchini, Corno Marogna e Passo Gattum; il 1º luglio tra Malga Tremalzo, Corno Marogna, Bocchetta di Val Marza, Corno spesso, Malga Alta Val Schinchea e Costone Santa Croce. Il 22 ottobre il 10º Battaglione entrò in Bezzecca, Pieve di Ledro e Locca, mentre l’11° bis si dispose sul monte Tremalzo. Nel 1916 furono gli ultimi giorni di presenza dei bersaglieri sul fronte della Val di Ledro: tra il 7 e il 9 novembre i battaglioni arretrarono a Storo e di là a Vobarno per proseguire poi in treno verso Cervignano del Friuli e le nuove destinazioni.

## Luoghi di interesse

### I fienili di Monte Denai
I fienili di Monte Denai, come quelli di Cima Rest, sono dei fabbricati rurali situati sull'altipiano ad un'altitudine di oltre 1200 m.
Sono collocati al medio alpeggio e strutturati in modo da contenere in un solo edificio le funzioni fondamentali per la vita del malghese: al piano inferiore la stalla per il bestiame, l'abitazione per il contadino, a quello superiore il deposito per il foraggio e all'esterno la legnaia.
Ricerche storiche, iniziate nel secondo dopoguerra, datano questa tipologia di costruzione al VII secolo attribuendola alle tradizioni dei Goti o dei Longobardi.
Questa tipologia costruttiva è ancora riscontrabile oltre in Val Vestino anche in Piemonte nel Parco delle Alpi Marittime, tra la conca delle Gùie e la Valle Gesso, precisamente a Sant'Anna di Valdieri, posta al confine con la Francia. Questa zona infatti conserva caratteristiche paesaggistiche rurali arcaiche grazie ad alcune baite costruite con tetti in paglia di segale poste ai piedi di grandi spuntoni di rocce.

### La santella del Capetèl di Denai
Un tempo la profonda religiosità popolare delle genti di questa valle si esprimeva spesso con l'erezione di opere sacre e l'apposizione di "segni" che avevano lo scopo di garantire un quotidiano "filo diretto" con il Creatore. C'era sempre qualche buon motivo per ringraziarlo per invocarne la benevolenza. Cosi, lungo le stradine di campagna e le mulattiere di montagna è facile imbattersi in vecchi manufatti ormai spesso offuscati, dalla patina del tempo: croci,  tabernacoli, capitelli, lapidi in ricordo di eventi tragici, piccoli dipinti votivi realizzati per grazie ricevute. Presso di essi il viandante sostava qualche attimo in rispettosa preghiera: anche il passante più frettoloso, vi gettava almeno uno sguardo, elevando un pensiero al Cielo.
Questa santella o capitello di Denai si presenta con volta a arco e le strutture verticali sono in muratura portante. La copertura è a due falde simmetriche con il manto in coppi in laterizio. Il manufatto è dedicato a nostro Signore Dio e fu edificato subito dopo il 1918 da Vigilio Zeni di Magasa,  un ex combattente dell'impero asburgico, come ringraziamento per aver salvato la vita nella Grande Guerra  e all'interno di esso vi appose un crocifisso di legno acquistato durante il servizio militare. Di proprietà privata, appartiene alla famiglia Gamba, discendente del reduce e fu restaurata dal gruppo alpini locale.
La santella lungo la vecchia mulattiera per il Monte Denai ha quindi il significato di un ringraziamento. Una preghiera di aiuto e benevolenza per tutti quegli uomini che dopo aver lasciato le loro case, le loro famiglie affrontando le fatiche, le insidie della guerra sono rientrati a casa sani e salvi, saldi nella loro fede ma anche come ex voto per uno scampato pericolo, come una carestia o una pestilenza.

### La vecchia "calchèra" di Calsìne
Il semicerchio di sassi biancastri, in parte crollati, incassato nel terreno ed aperto su di un lato, è quanto rimane di questa vecchia "calchèra", cioè una fornace per la produzione della calce costruita nel secolo scorso dalla famiglia Venturini lungo la mulattiera che sale dall'abitato di Magasa.
Per la sua costruzione sono stati usati soprattutto blocchi di roccia calcarea,  resistenti alle alte temperature (900 gradi) che si raggiungevano durante la "cottura" dei sassi.
Ogni ciclo di produzione richiedeva molte tonnellate di sassi di calcare escavati nelle vicinanze, altrettante di fascine di legna per il fuoco e di acqua. In fondo, in corrispondenza del foro da cui sarebbe stata continuamente alimentata, veniva posta la legna. Sopra venivano poi accumulati i sassi calcarei per tutta l'altezza della calchèra. Il tutto era infine ricoperto da uno strato di argilla o terra con fori di sfiato. La cottura durava circa una settimana ed era controllata notte e giorno: una volta conclusa, si attendeva per alcuni giorni, il raffreddamento del materiale. Scoperchiando la calchèra, i sassi ormai trasformati in calce viva, venivano estratti con spessi guanti o con il badile. Il processo di lenta cottura in assenza di ossigeno, aveva trasformato il carbonato di calcio in ossido di calcio, estremamente caustico, la calce viva. Quest'ultima mescolata con l'acqua derivata in canale dal vicino rio, si sarebbe trasformata nella "calce spenta", che un tempo aveva molteplici utilizzi. Innanzi tutto mescolata alla sabbia come legante in edilizia, ma anche, aspersa sulle pareti di case e delle stalle, come imbiancante dalle proprietà fortemente disinfettanti.

## Natura
La zona dell'altipiano di Cima Rest data la sua importanza scientifica fu erborizzata a partire dalla metà dell'Ottocento. Difatti nel 1842, il botanico trentino Francesco Facchini, vi raccolse esemplari di Cirsio glutinoso per poi farvi ritorno nel 1846,  anche il botanico Pietro Porta di Moerna vi condusse costanti esplorazioni scientifiche.
Non meno suggestive sono le sue risorse naturali costituite da boschi che ricoprono tutti i versanti.

## Panorama
Nei giorni sereni si gode un panorama eccezionale; a nord della Val Vestino l'altipiano di Cima Rest, il Monte Tombea e il Caplone, la vetta più alta delle prealpi gardesane occidentali, a ovest il monte Manos, il monte Stino, il monte Cingla, le montagne della Valle Sabbia,  a sud il monte Camiolo con la sua omonima cima, il monte Vesta e il monte Carzen con l'abitato di Bollone e più giù lo sguardo coglie la Cima Gusaur, il monte Denervo e il monte Pizzocolo; ad est è invece possibile osservare le montagne della Puria e il monte Baldo con il monte Altissimo di Nago.

## Galleria d'immagini

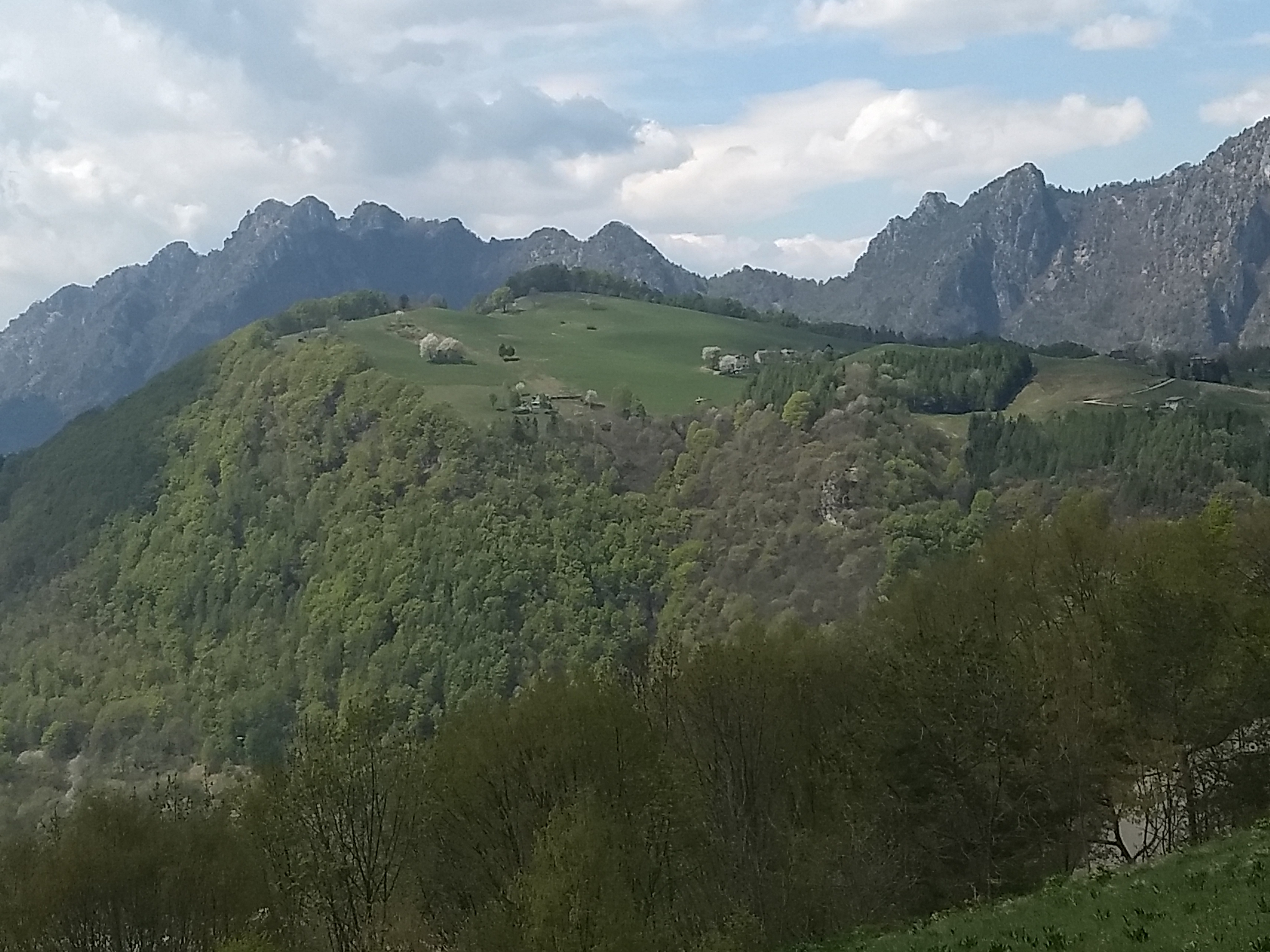
Monte Denai
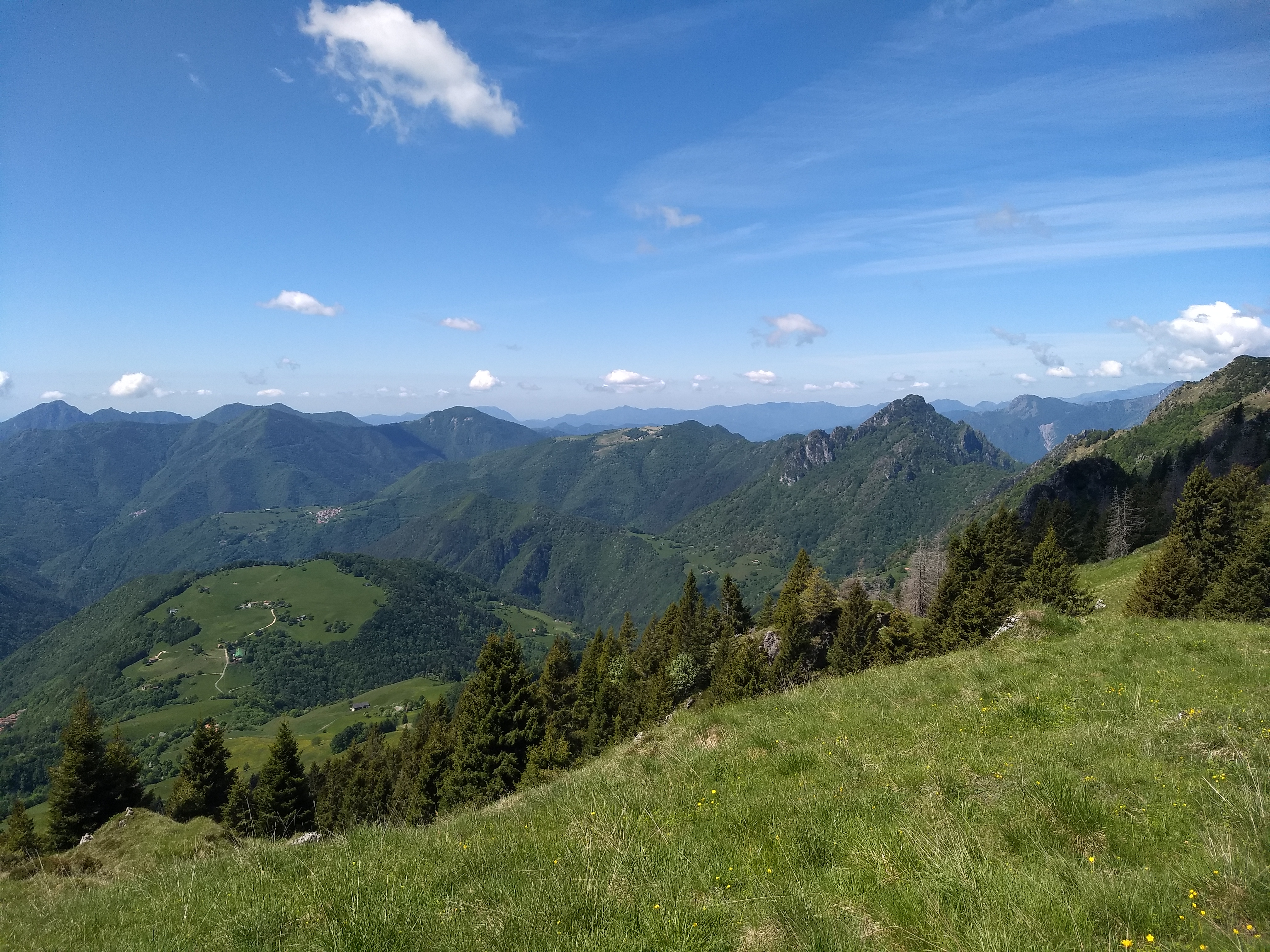
Monte Denai
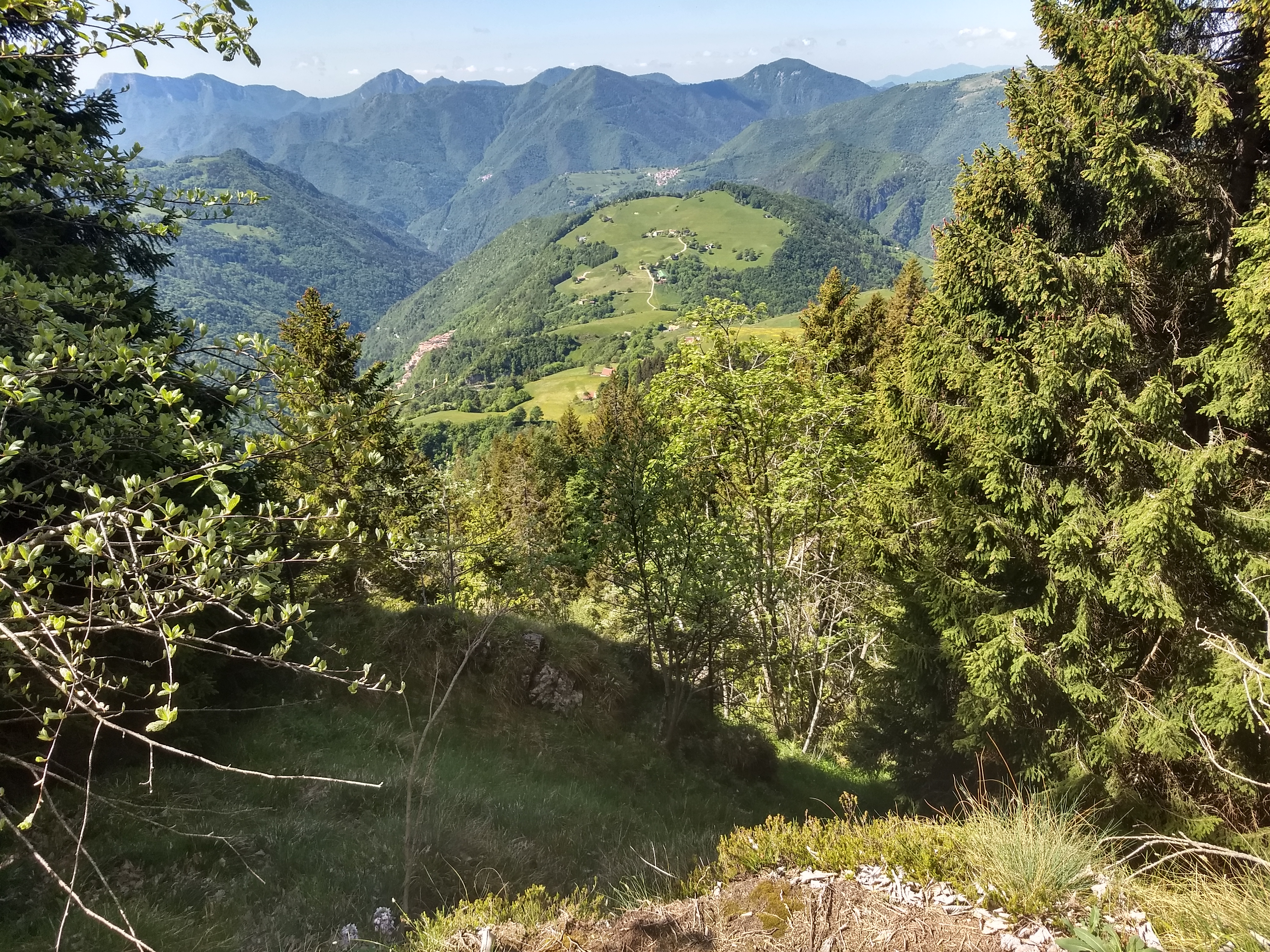
Monte Denai ripreso dalle pendici del Monte Tombea
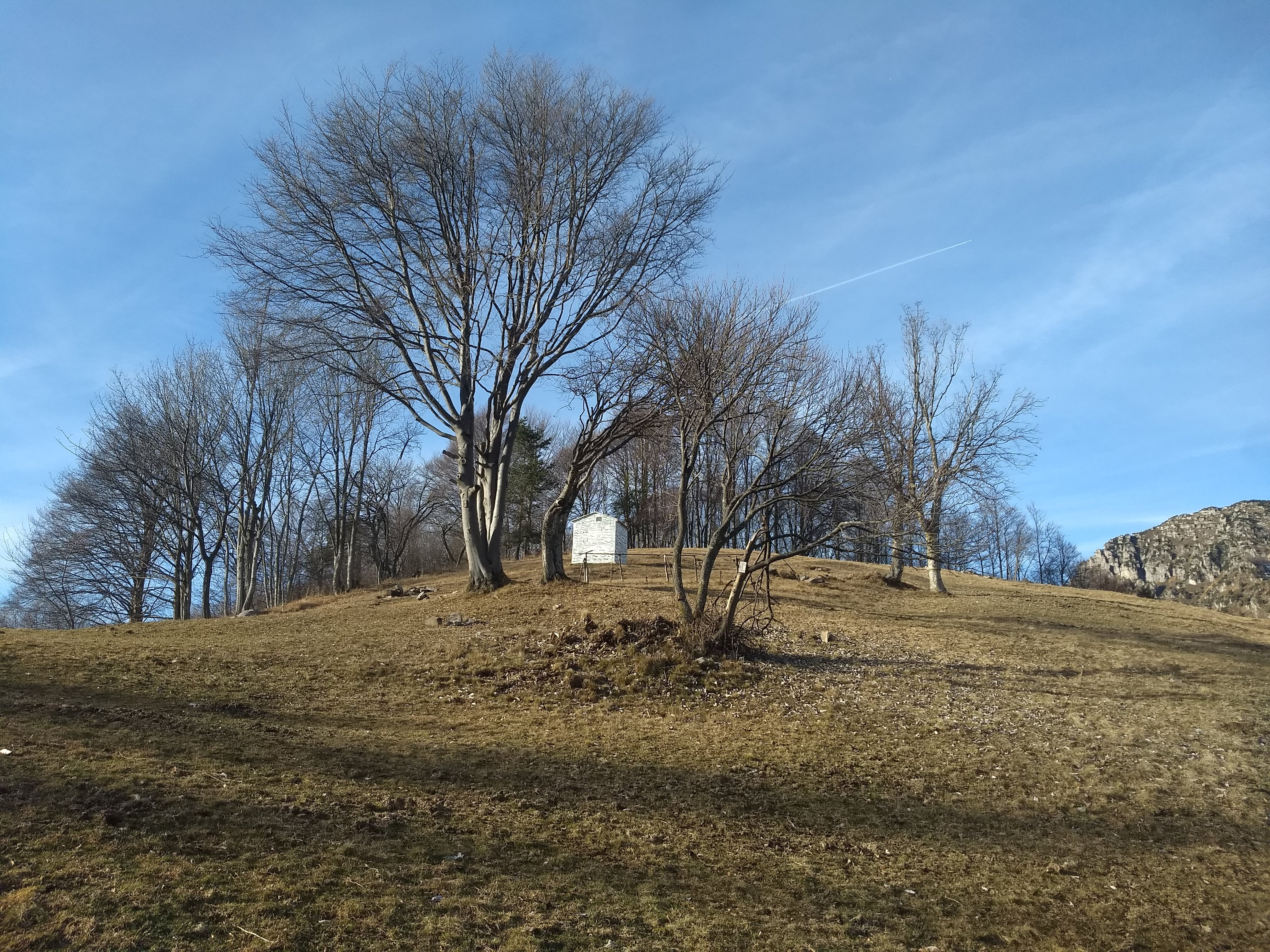
Monte Denai, a sinistra il Cavallino delle Teste e a destra il Dosso delle Teste
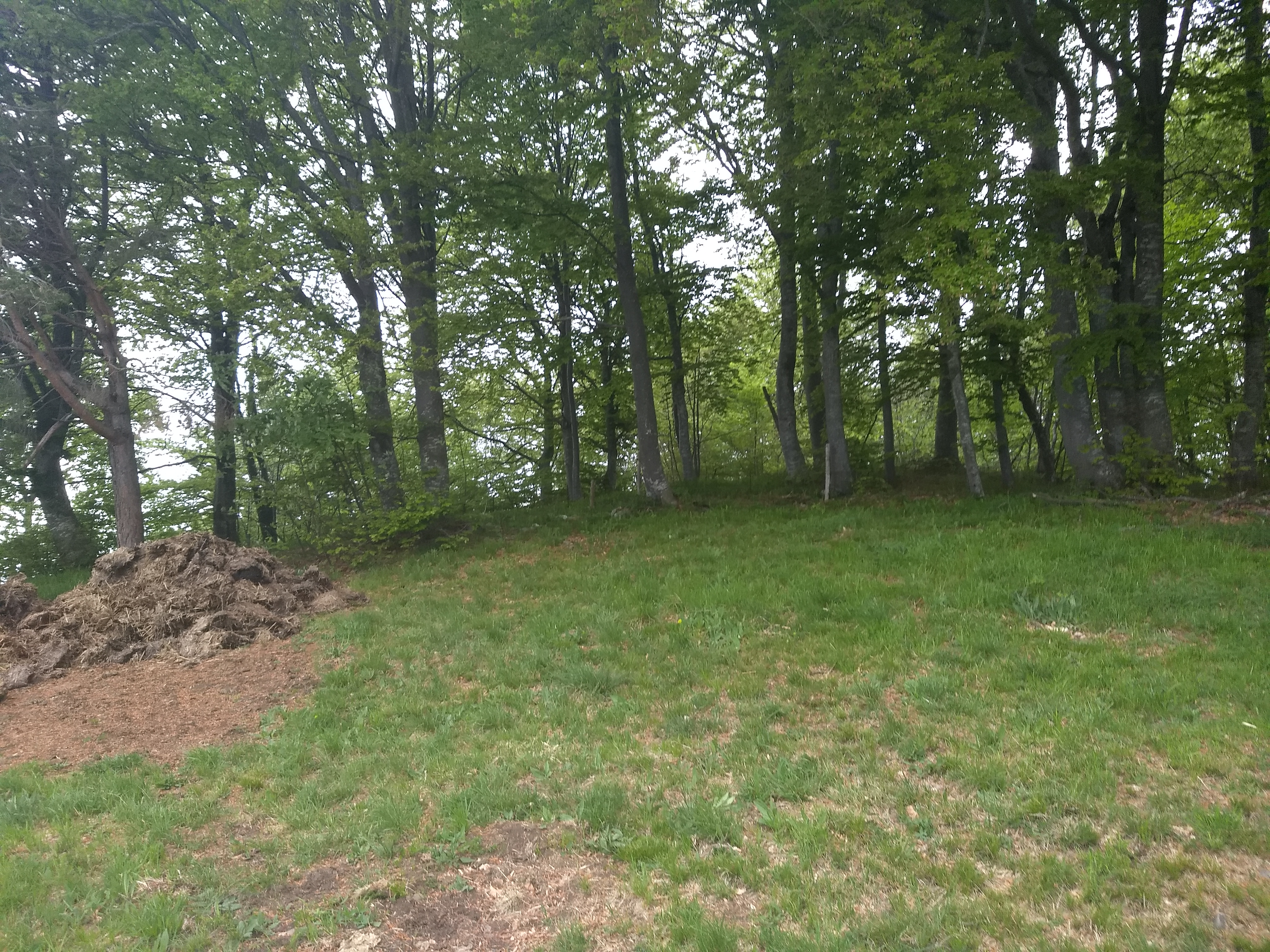
Monte Denai, la sommità del Dosso delle Teste a quota 1.294 s.l.m.
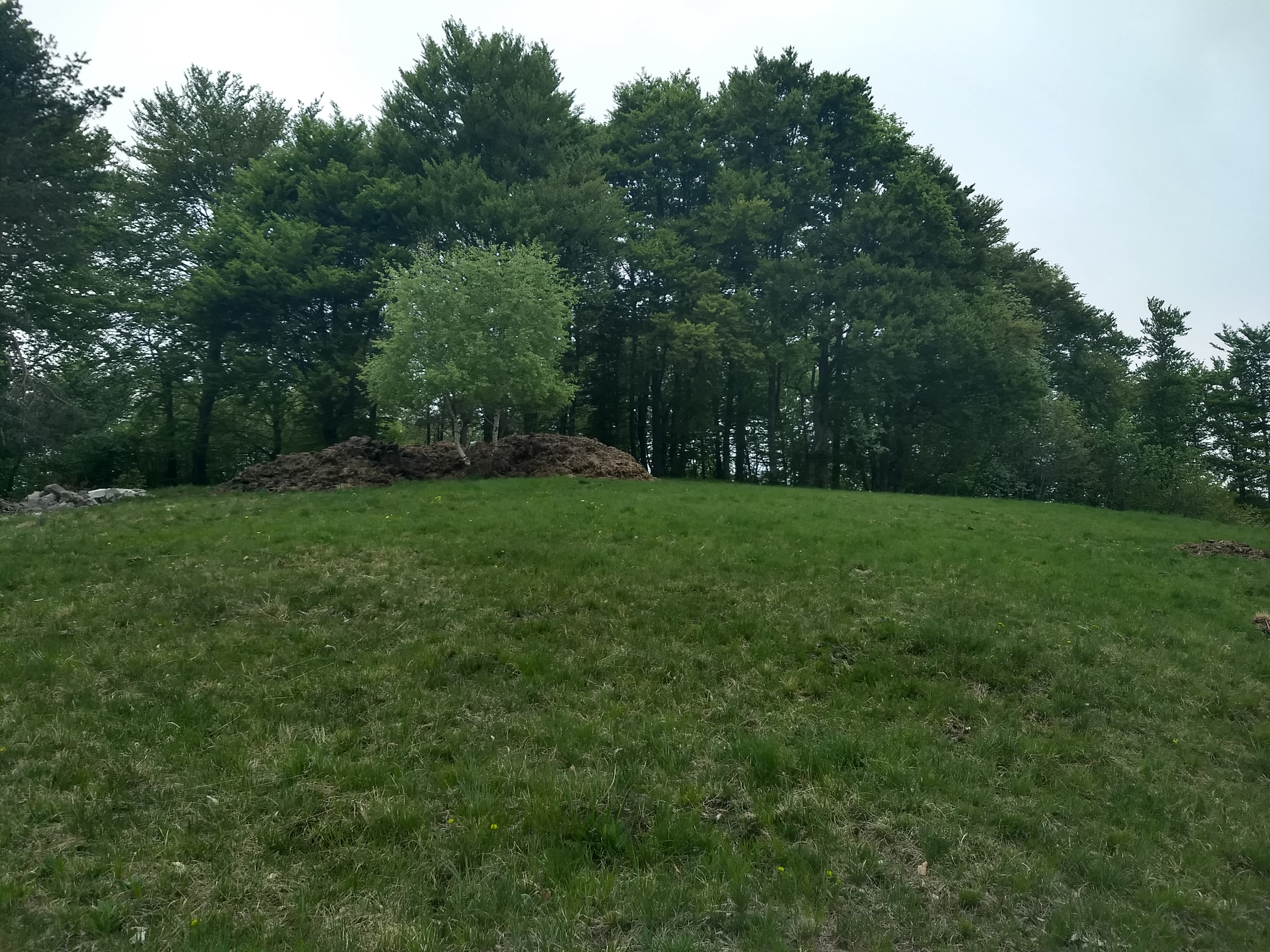
Monte Denai, sommità del Dosso delle Teste
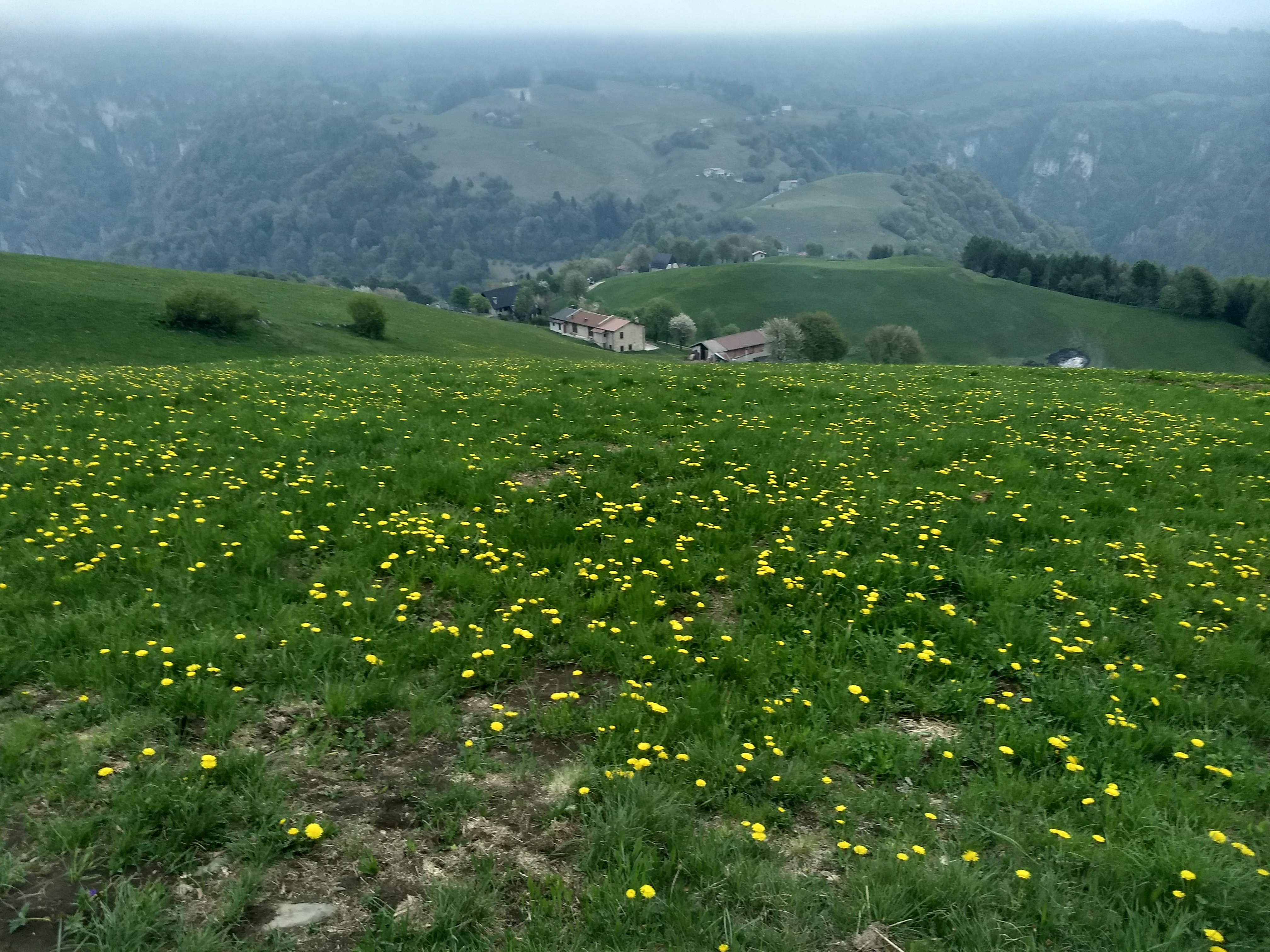
Monte Denai, panorama della montagna vista dal Dosso delle Teste
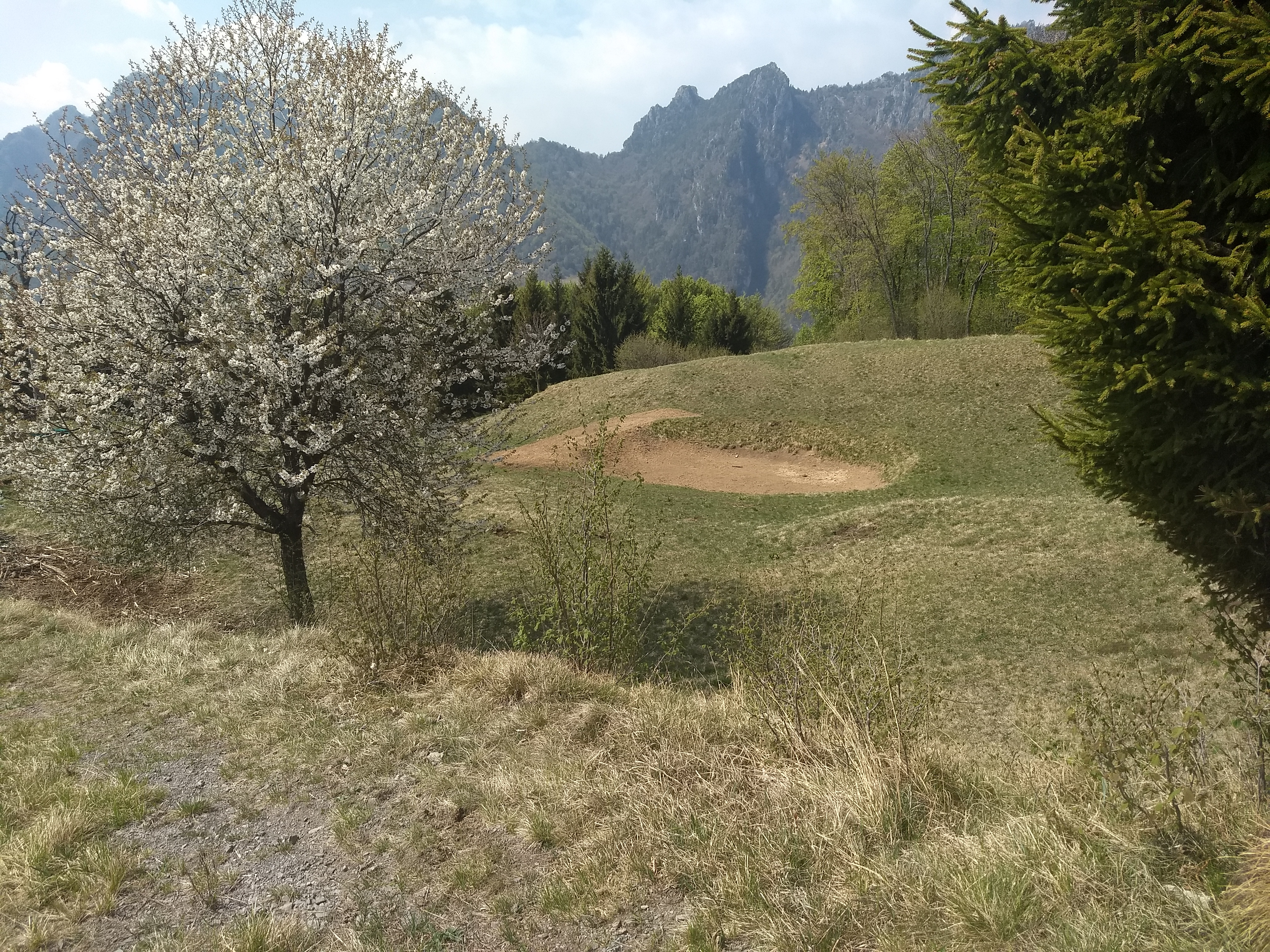
Monte Denai, il fondo delle Pozze con l'antica pozza d'abbeverata del brdtiame
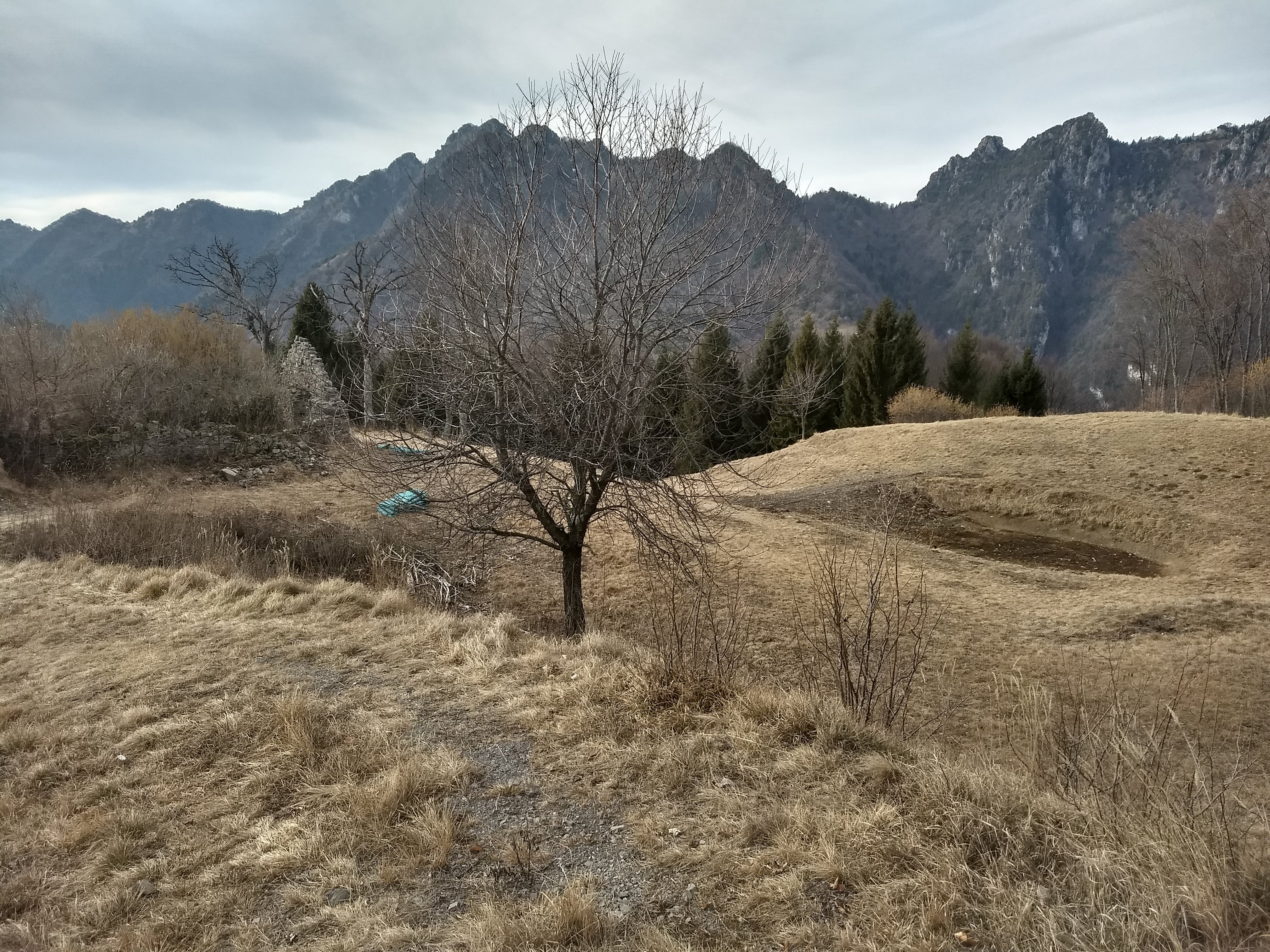
Monte Denai,il fondo delle Pozze con l'antica pozza d'abbeverata del bestiame
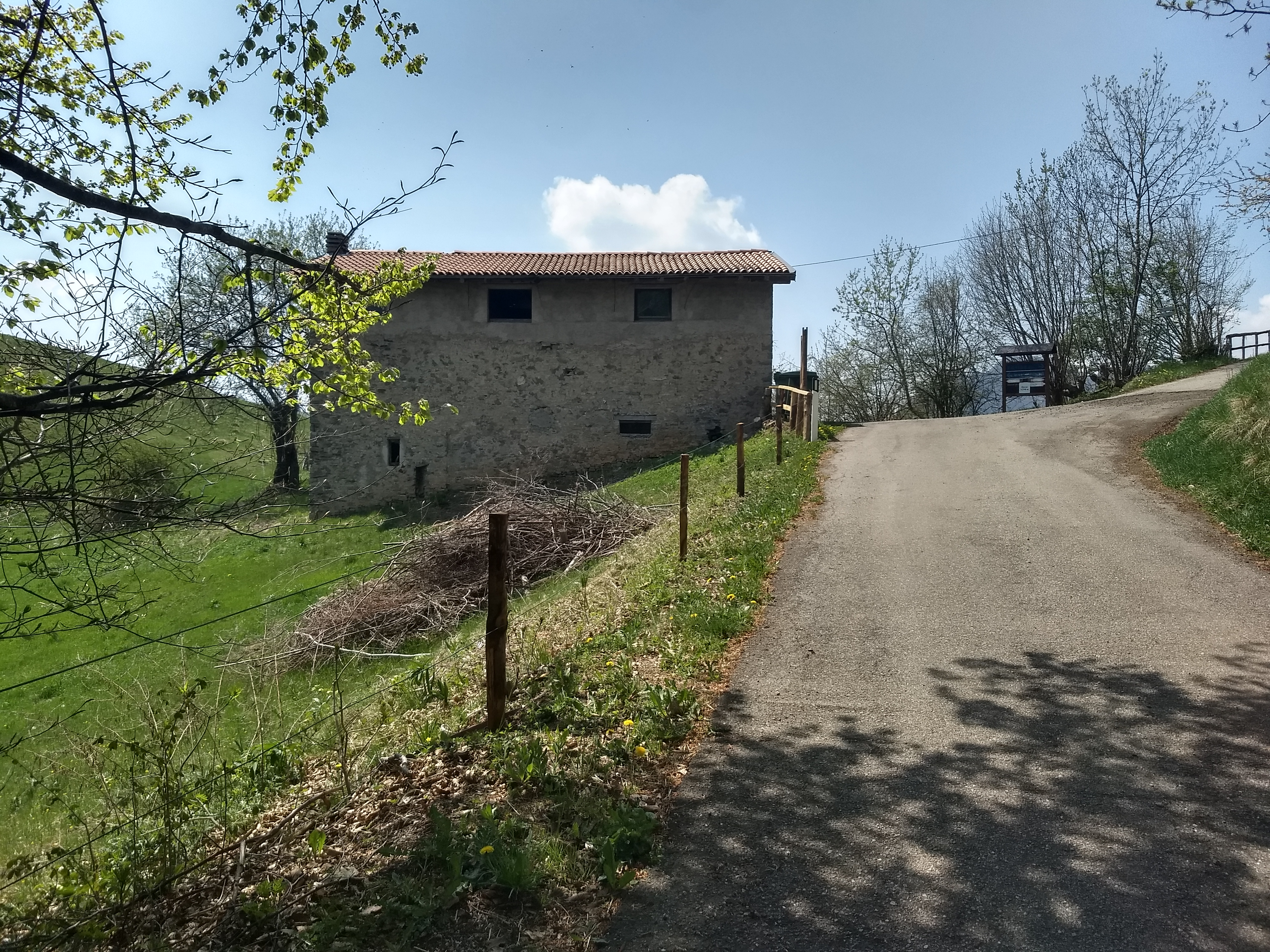
Monte Denai, il valico del Cavallino di Pràa
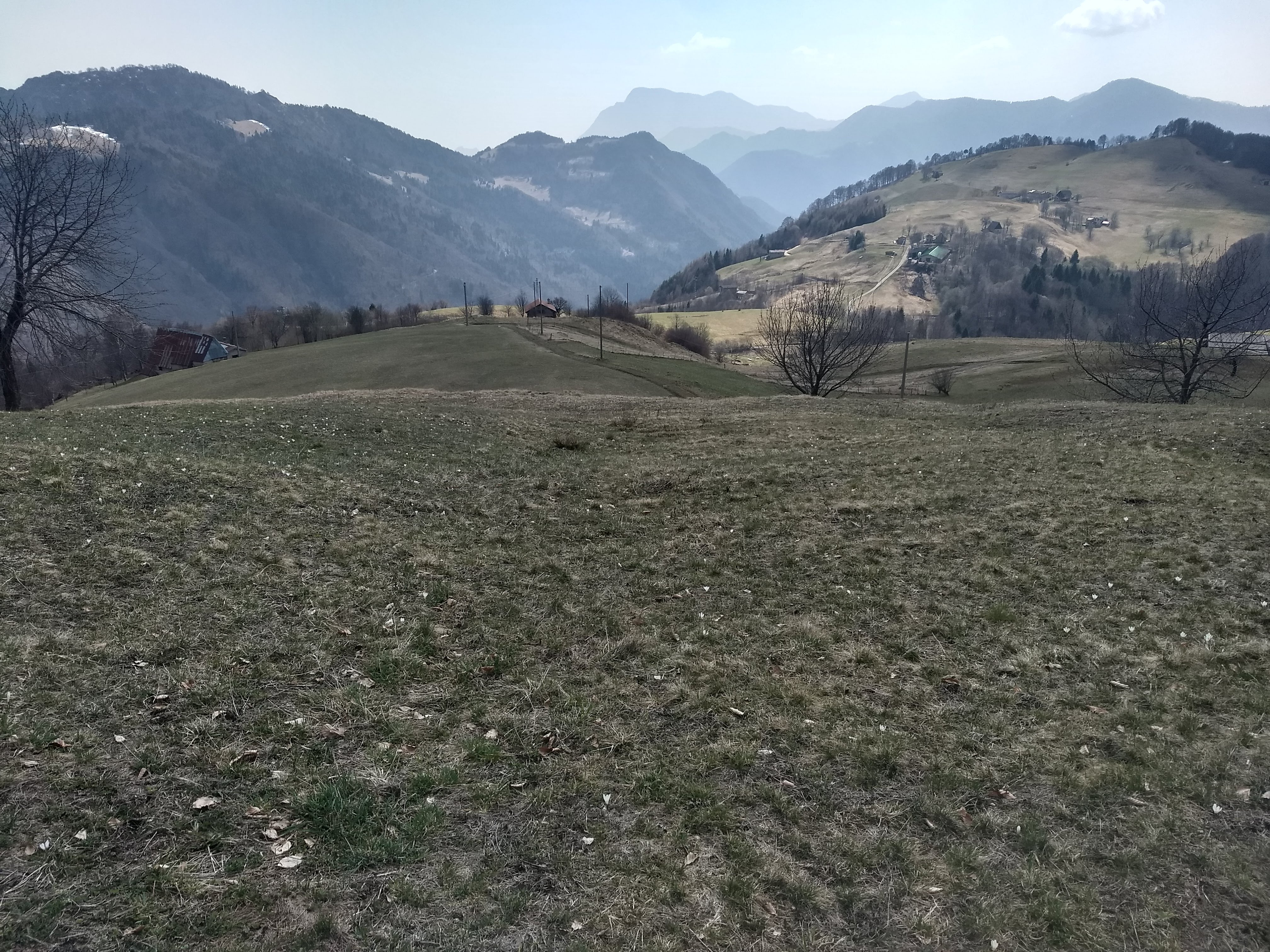
Monte Denai ripreso dalla località Pechèt
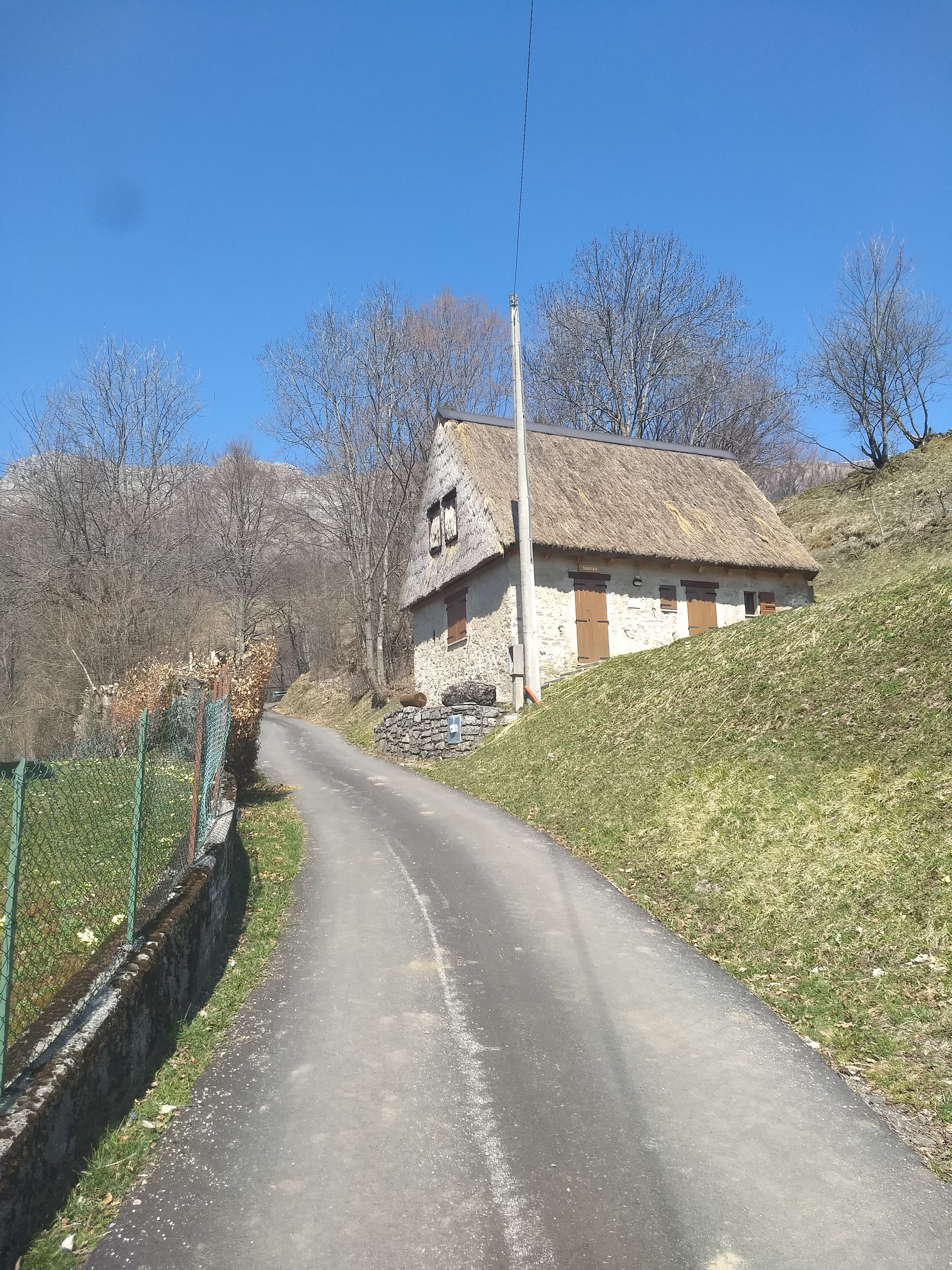
Monte Denai, fondo Navràs con il tetto in mannelli di paglia di frumento
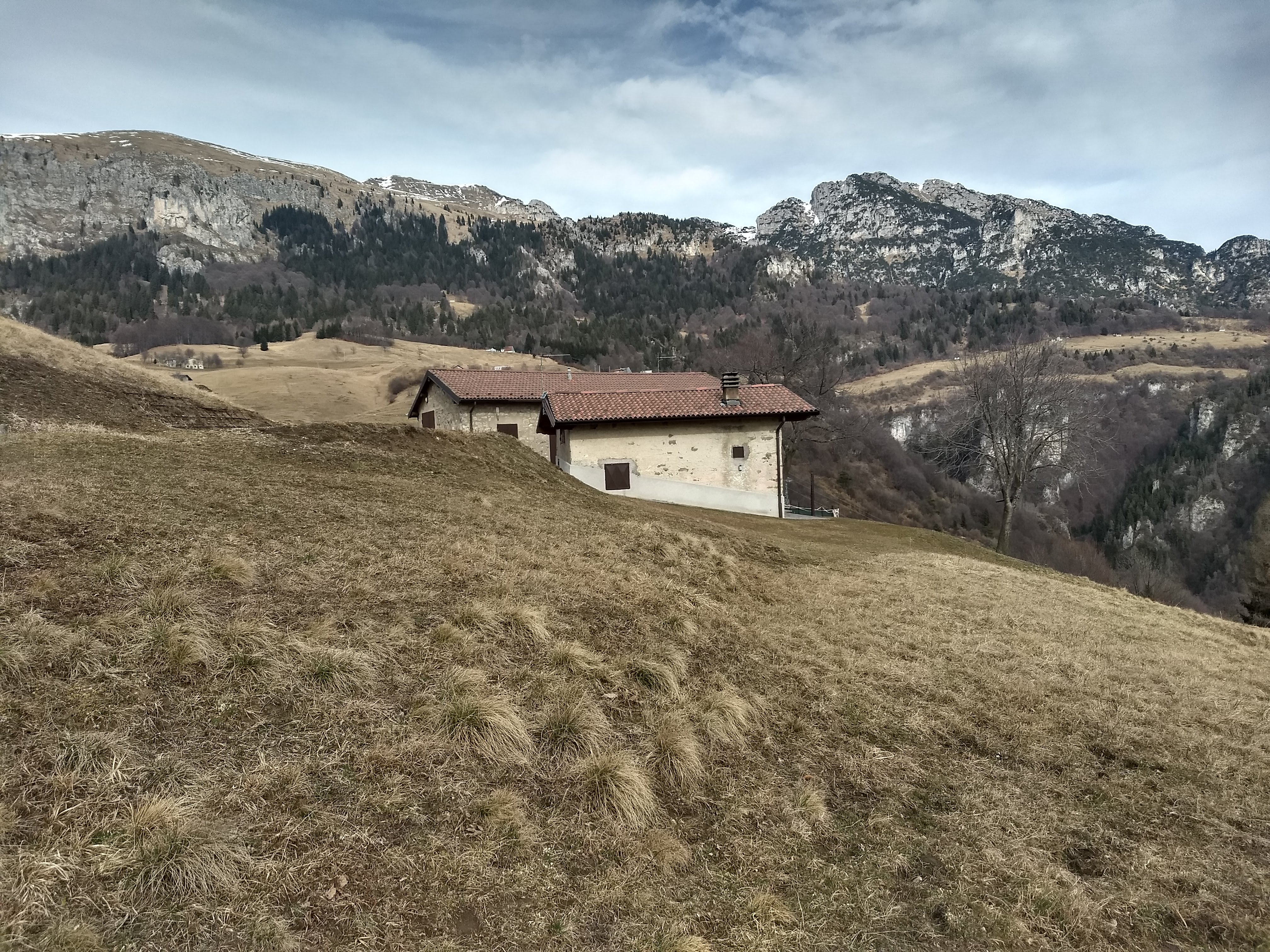
Monte Denai, fondo agricolo e sullo sfondo il monte Tombea e il monte Caplone
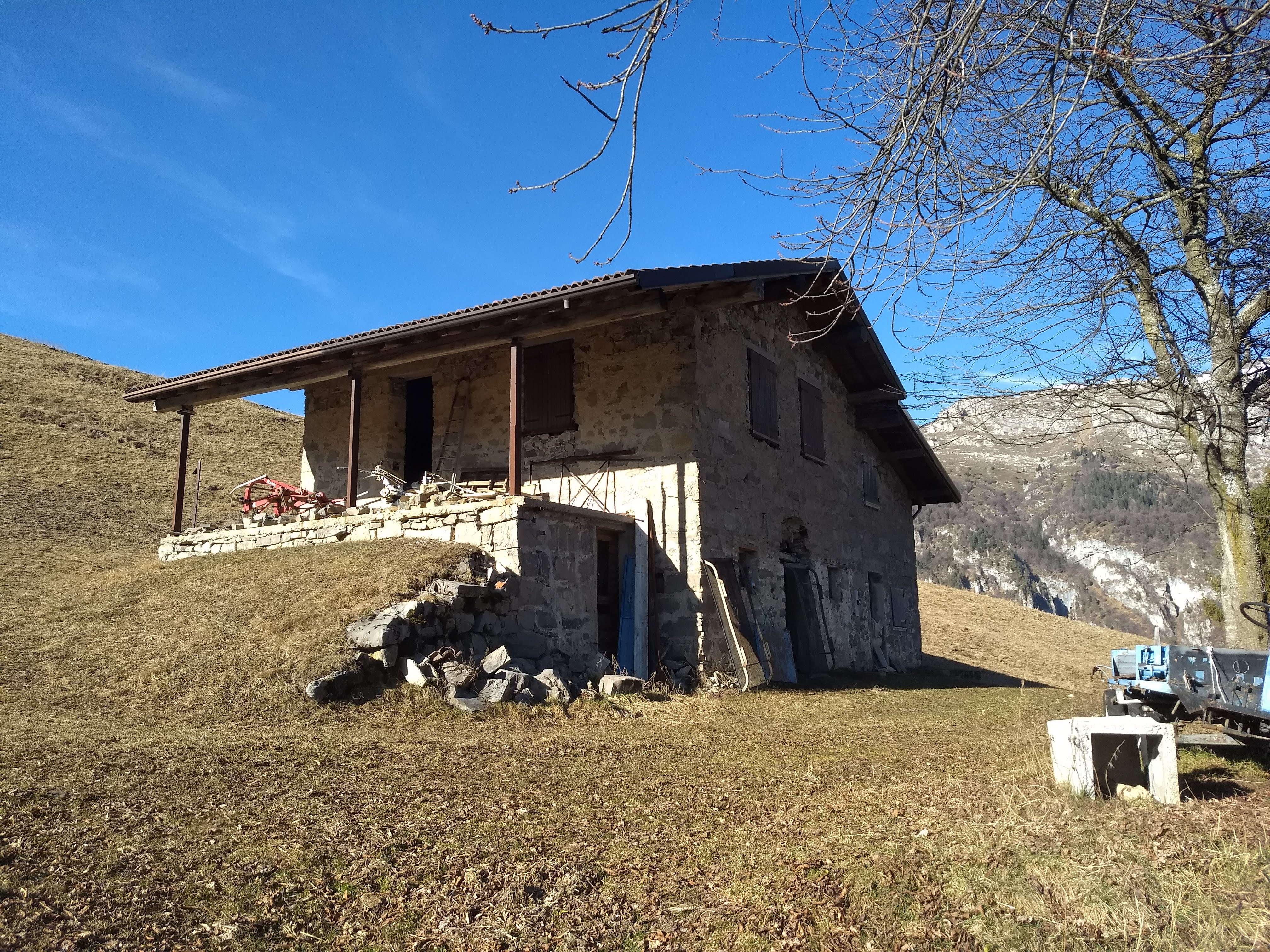
Monte Denai, fondo agricolo in località Gàs
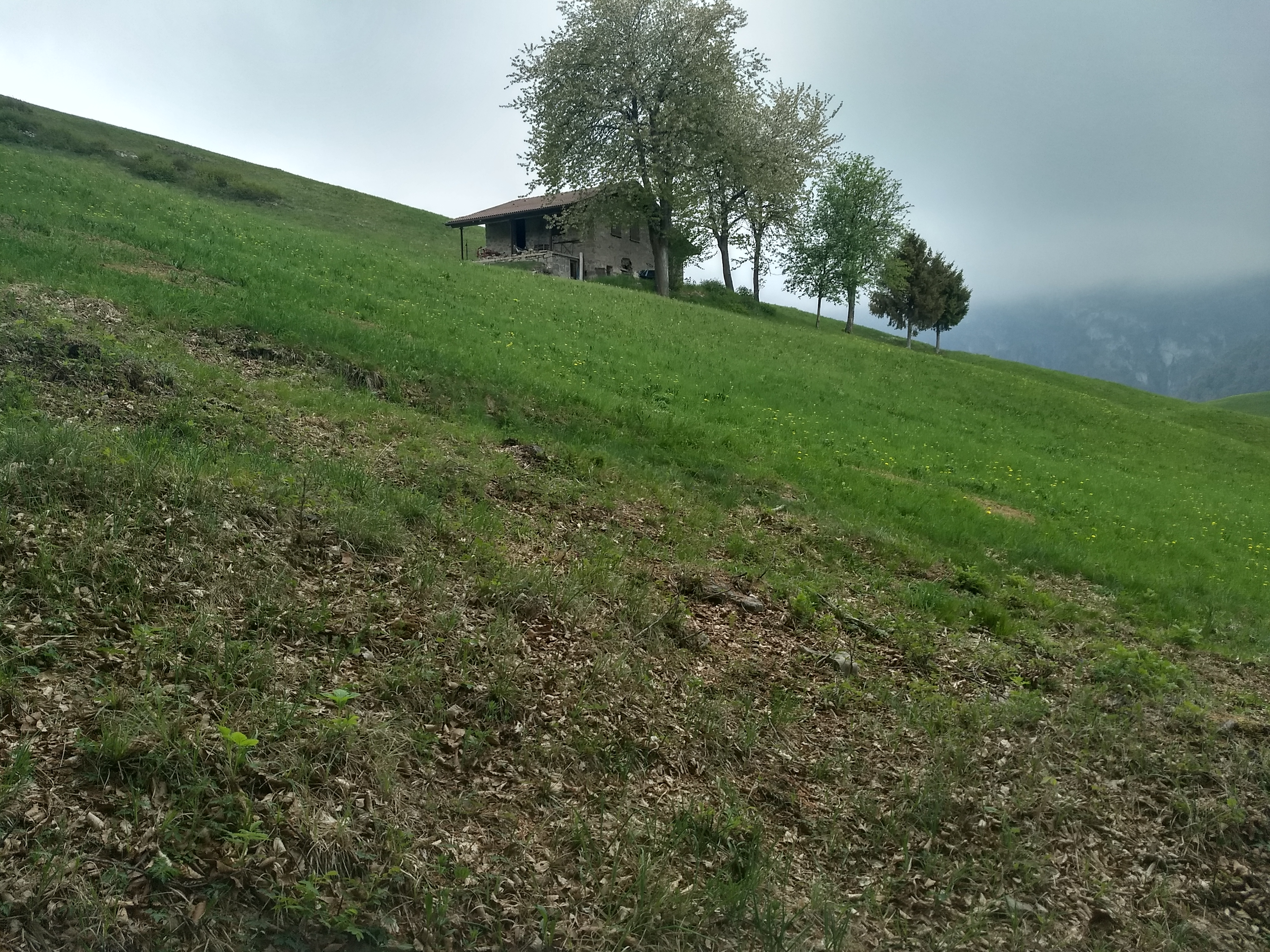
Monte Denai, fondo agricolo in località Gàs
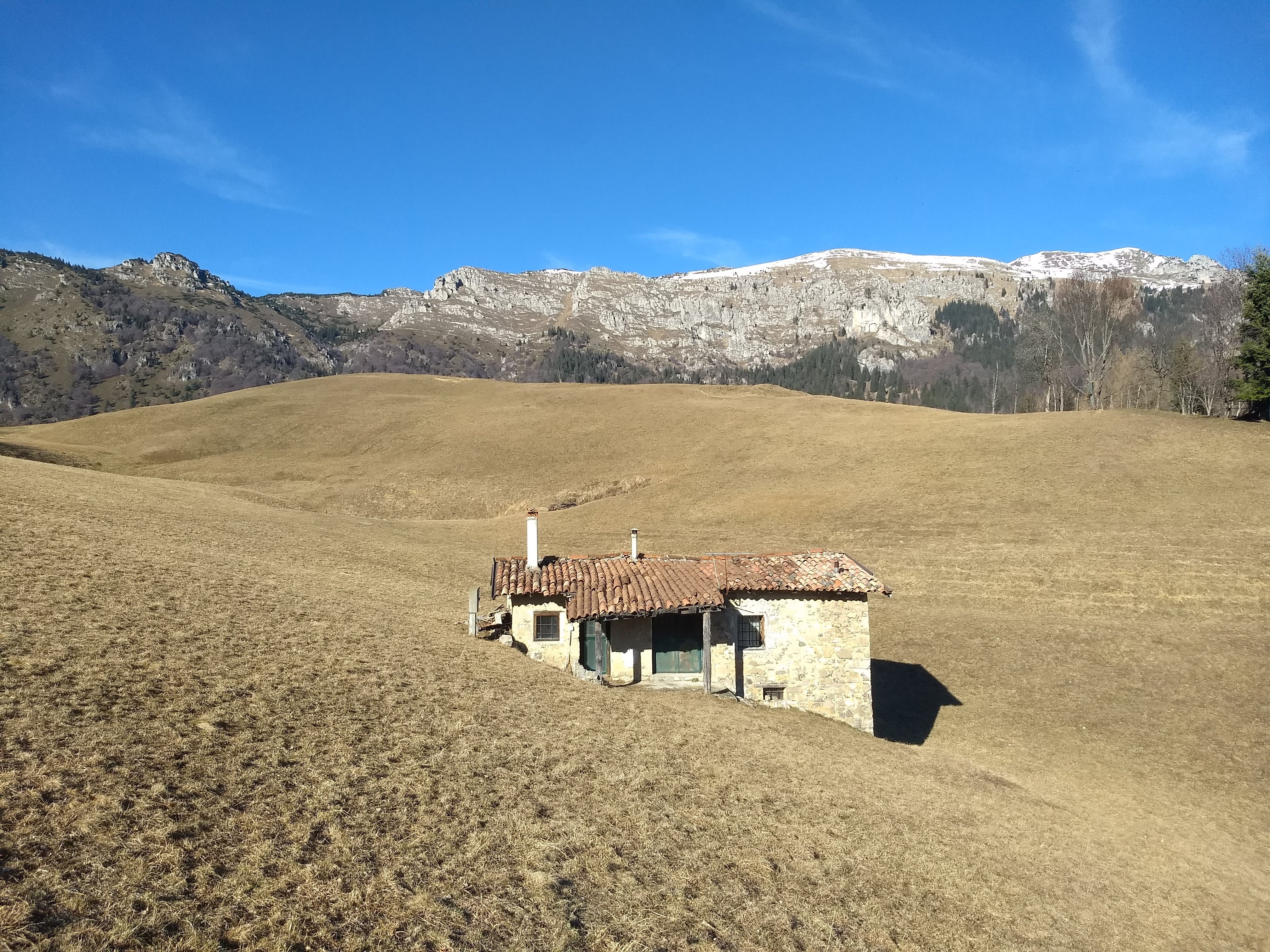
Monte Denai, fondo Calanch
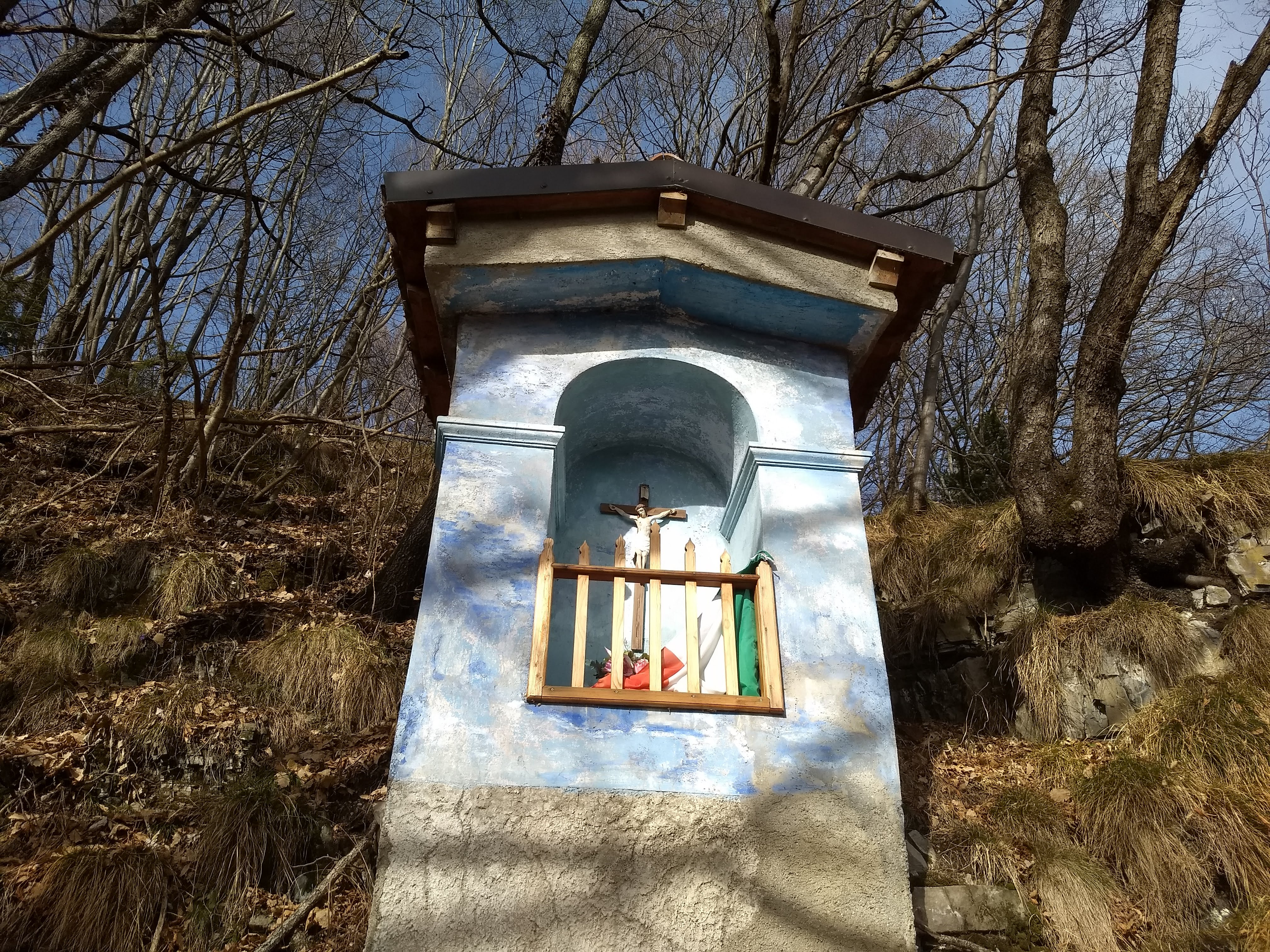
Monte Denai, capitello votivo edificato post 1918 da Virgilio Zeni
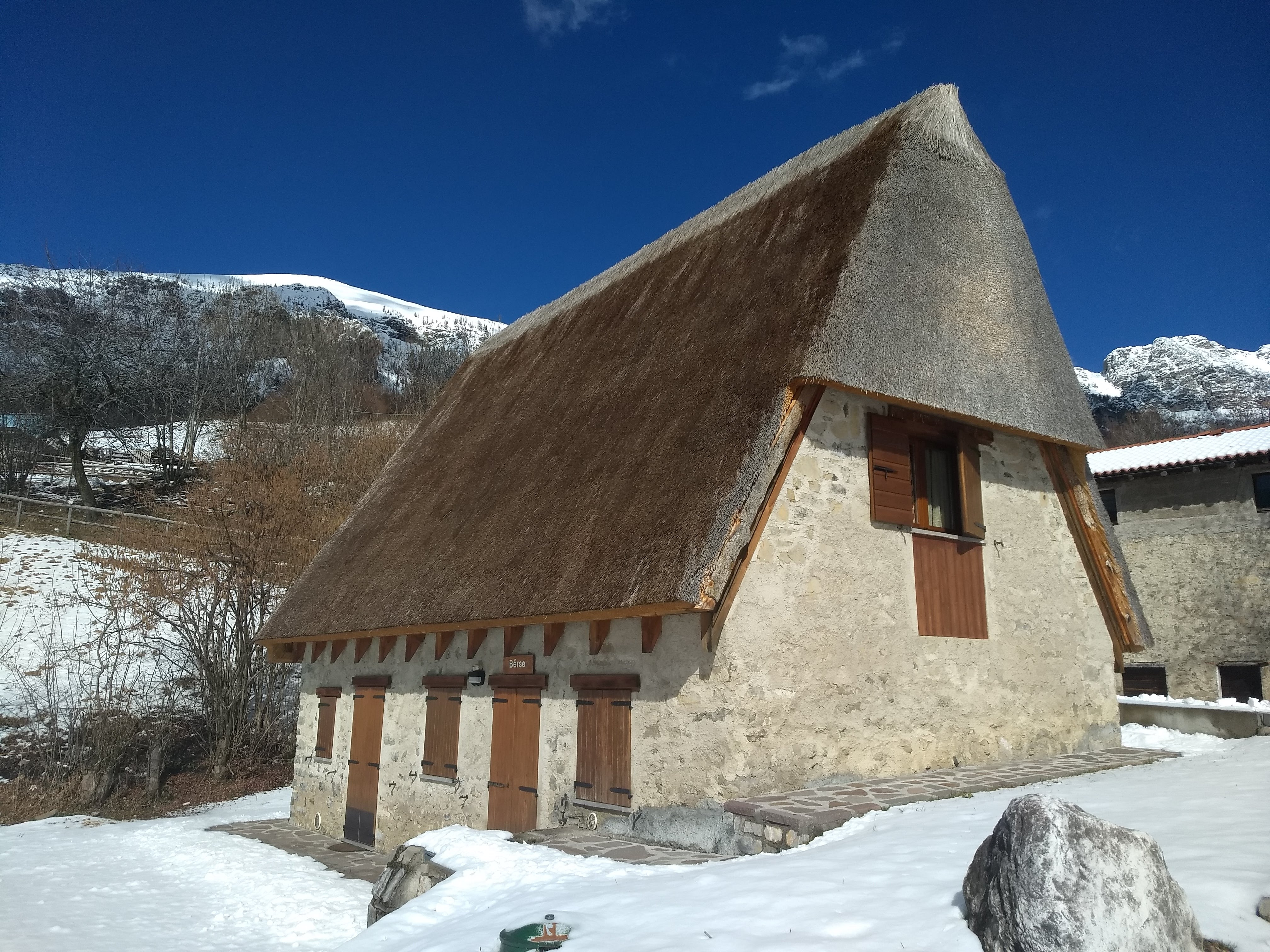
Monte Denai, fondo Bèrse in località Cavallino di Pràa, con il tetto in mannelli di paglia di frumento
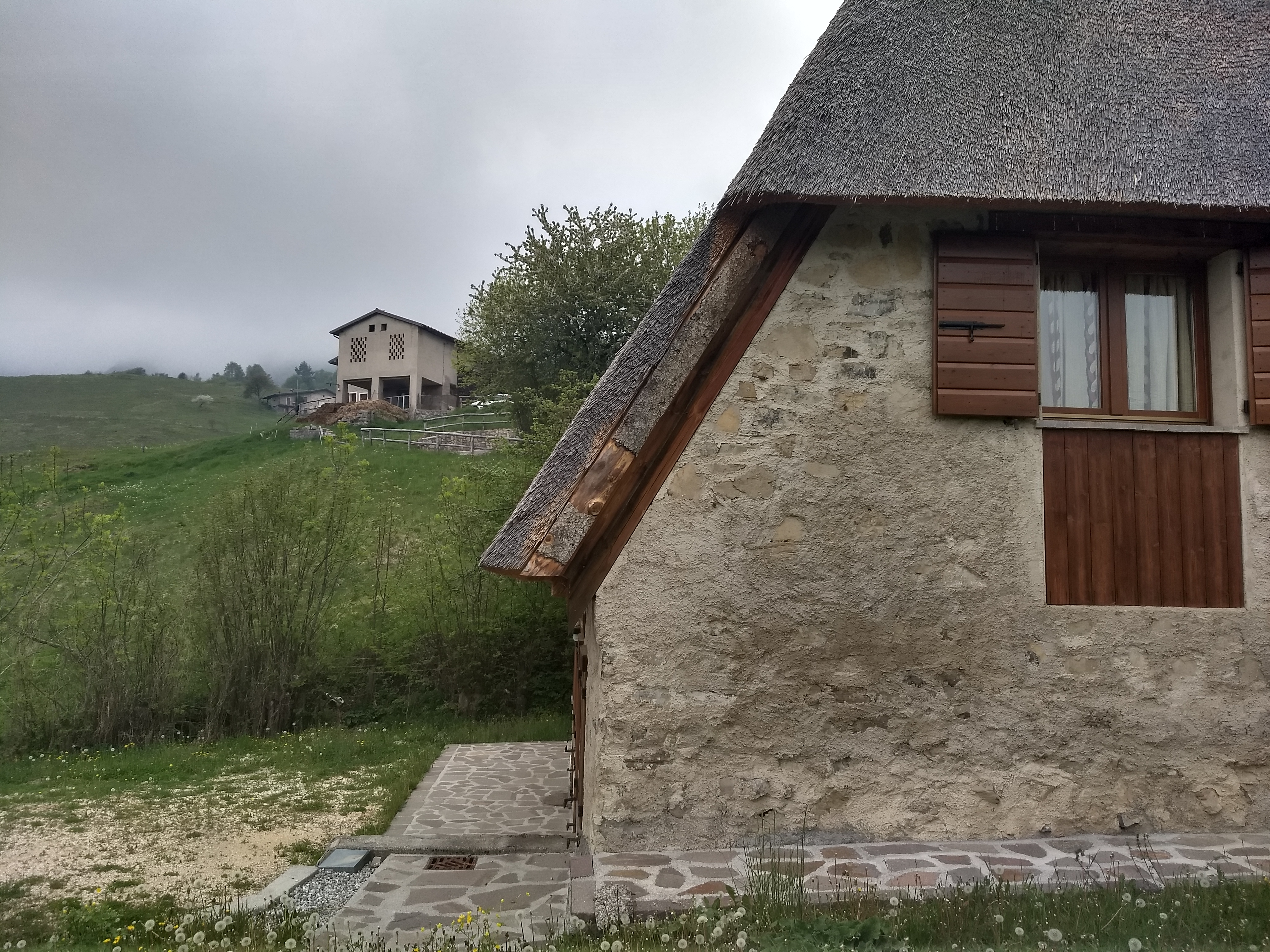
Monte Denai, fondi agricoli in località Bèrse e Pelaster
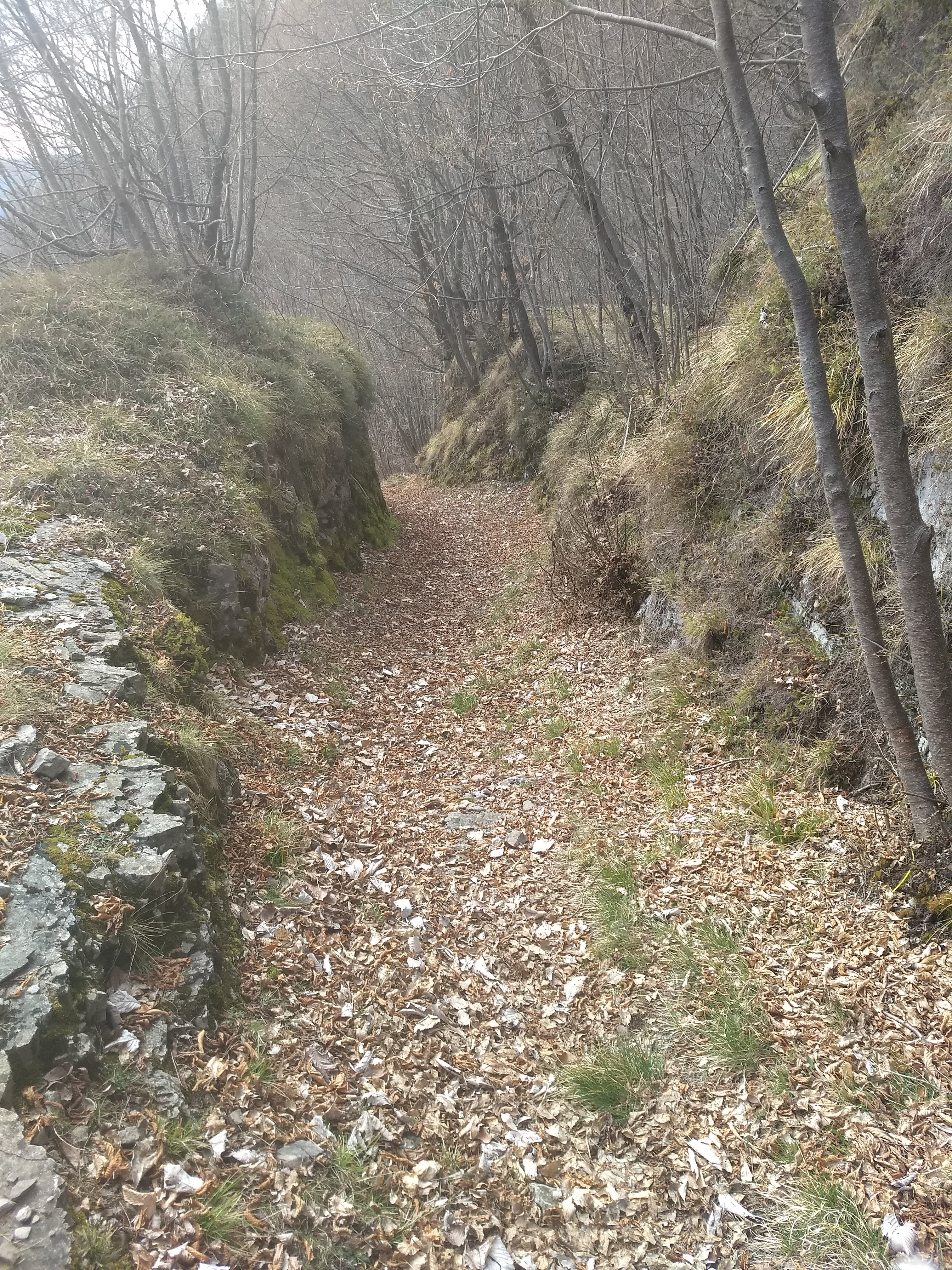
Monte Denai, scorcio dell'antica mulattiera che congiunge Magasa con il monte
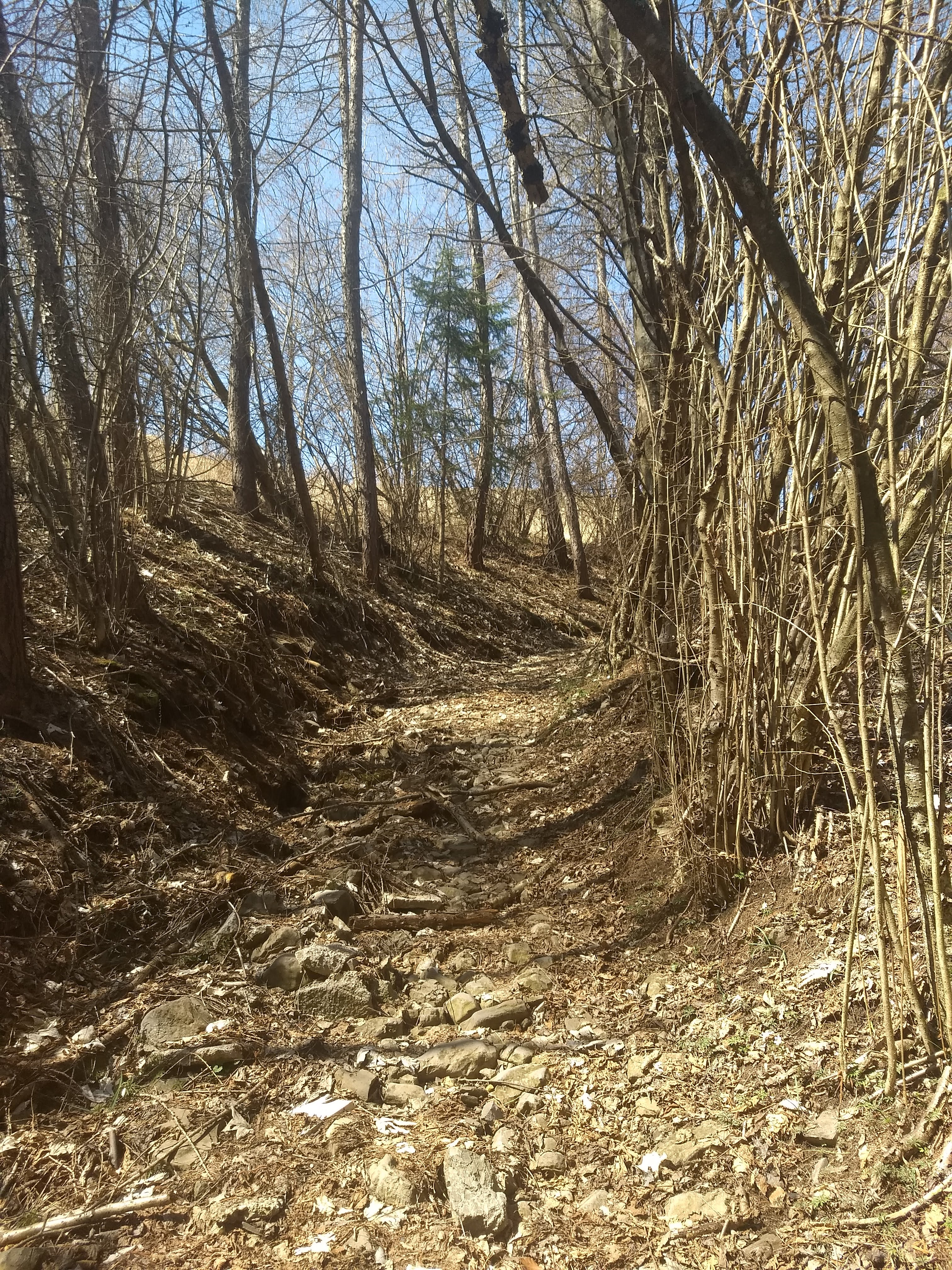
Monte Denai, scorcio dell'antica mulattiera che congiunge Magasa con il monte
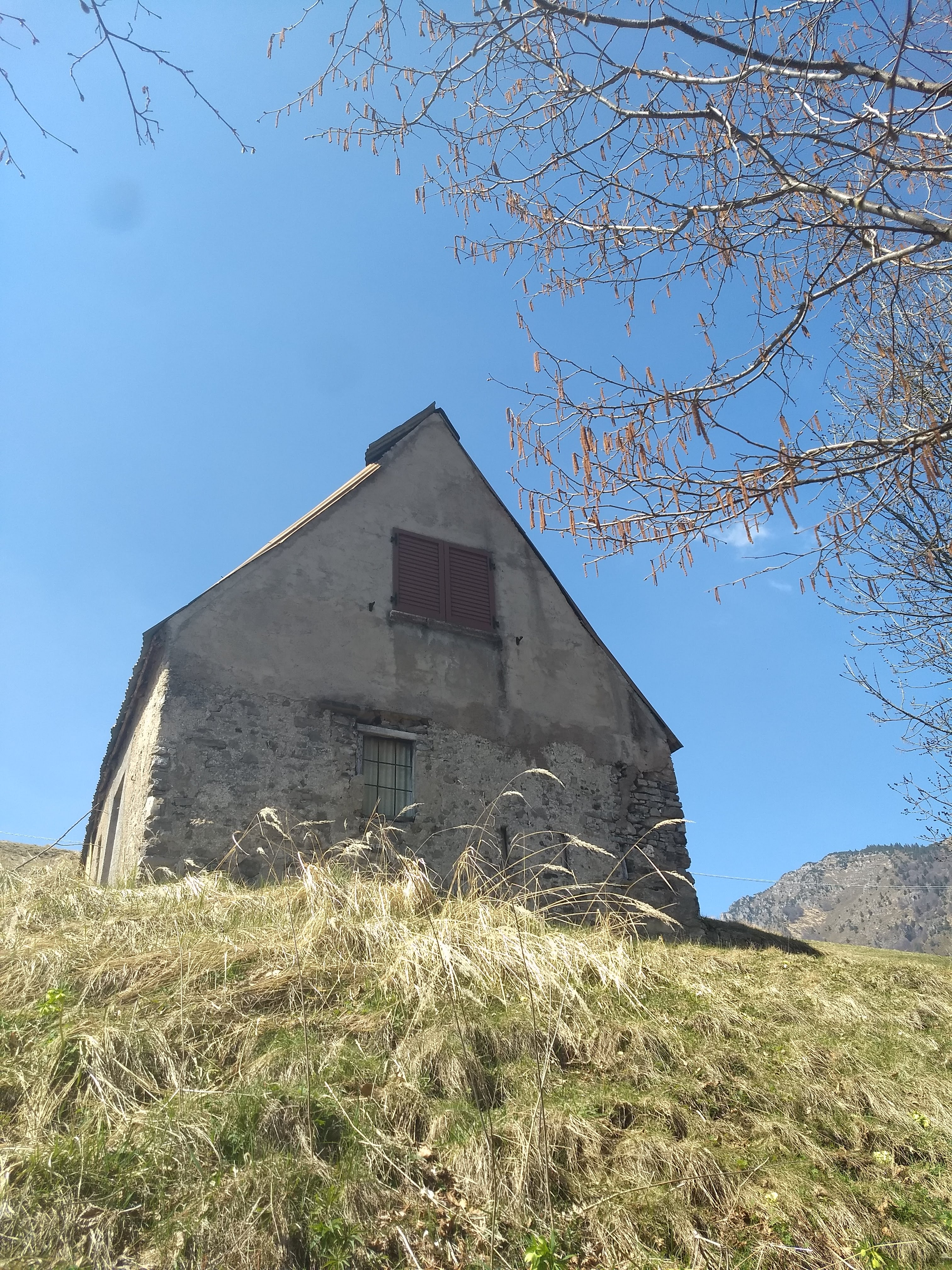
Monte Denai, fondo agricolo
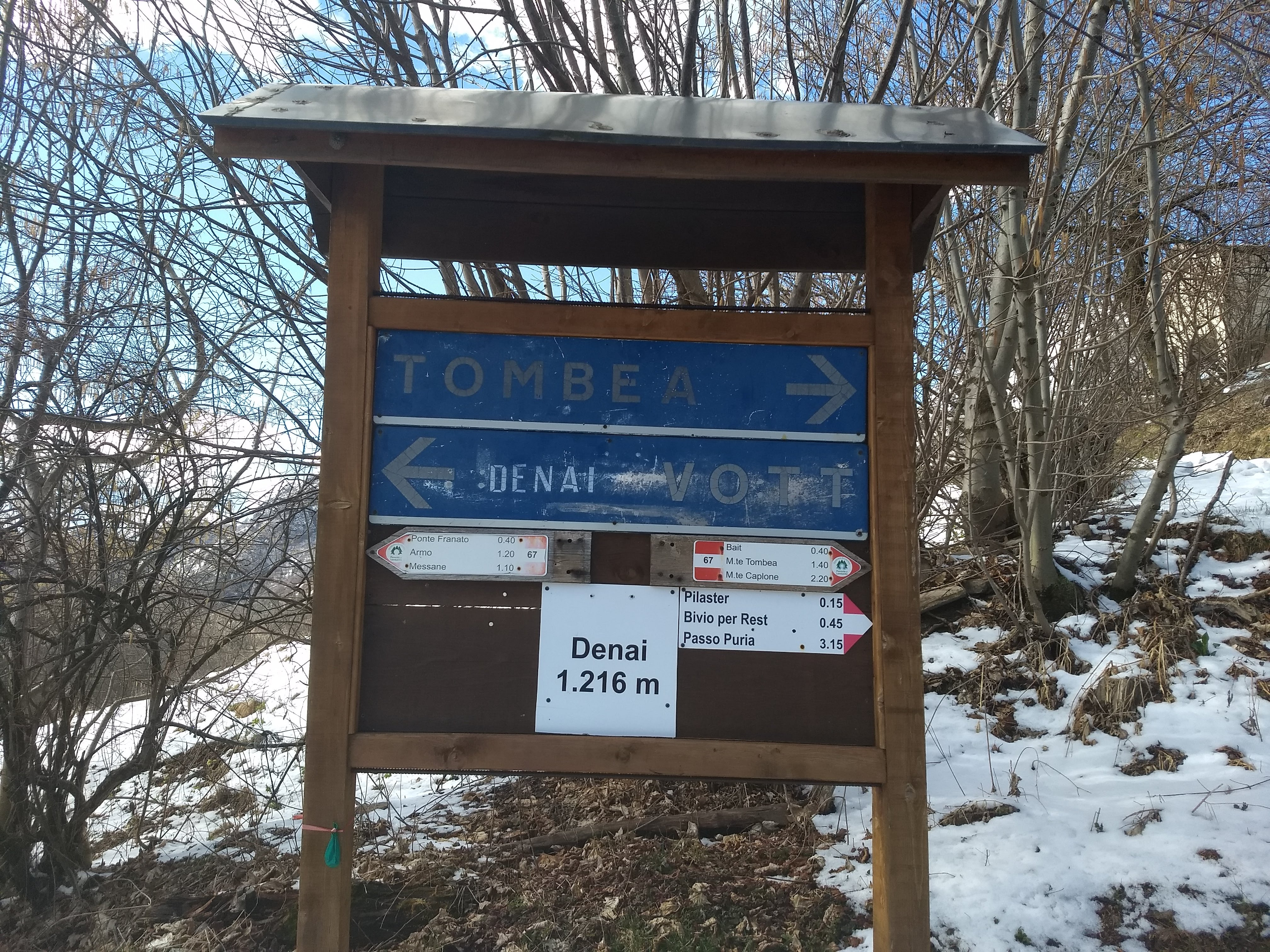
Monte Denai, segnaletica presso il valico del Cavallino di Pràa
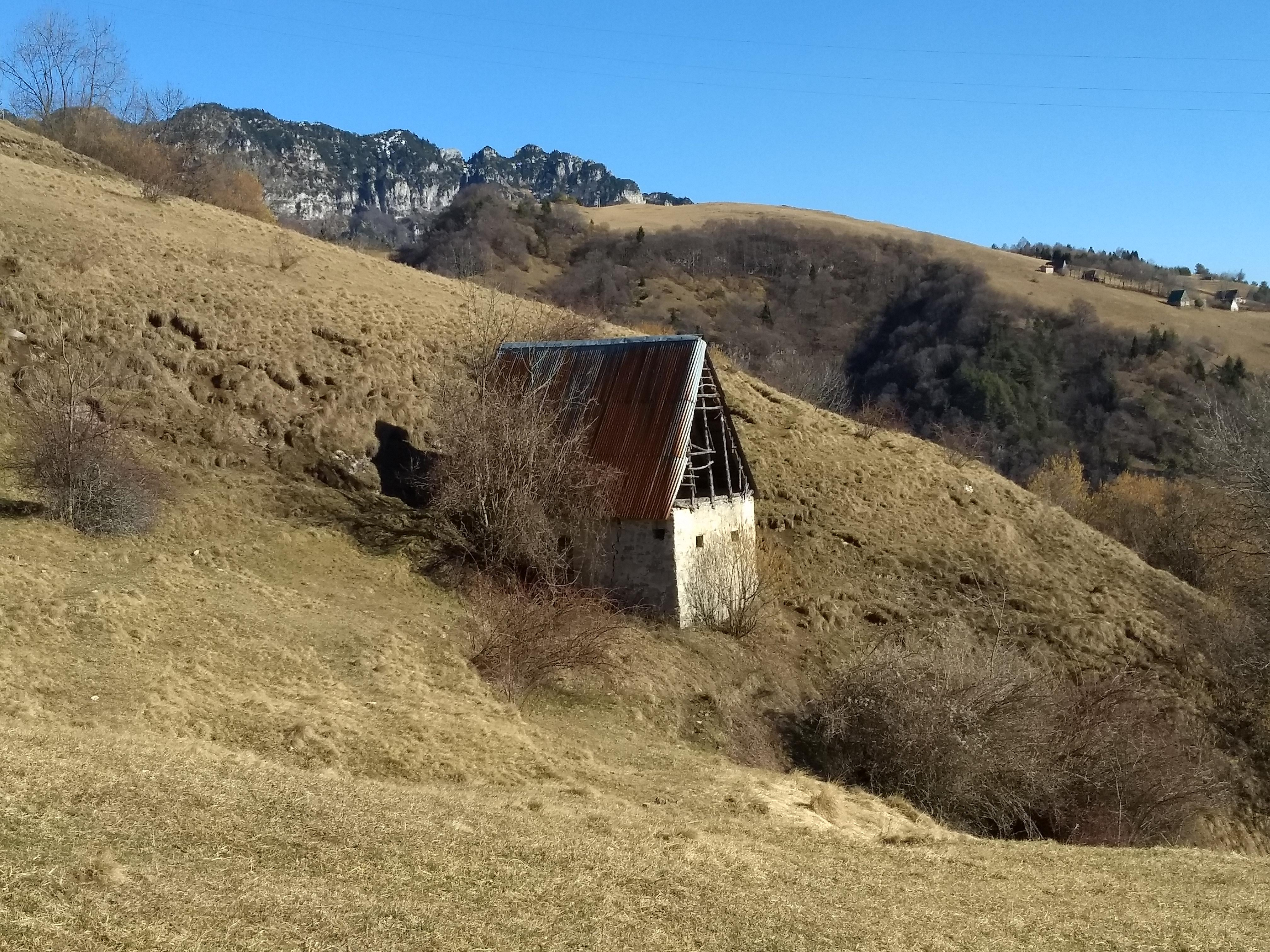
Monte Denai, fondo Navrasì o Avez
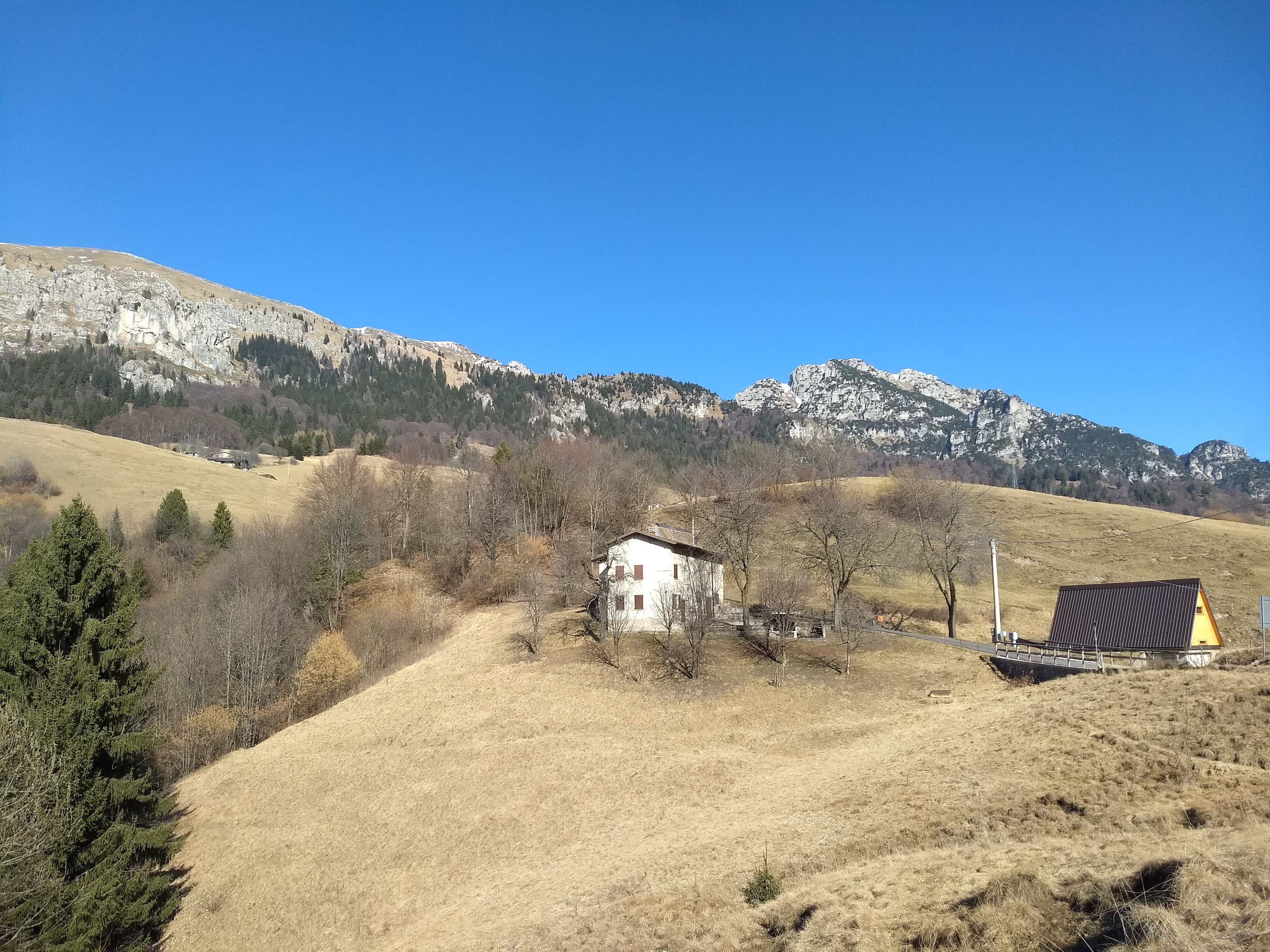
Monte Denai, fondi agricoli in località Navràs
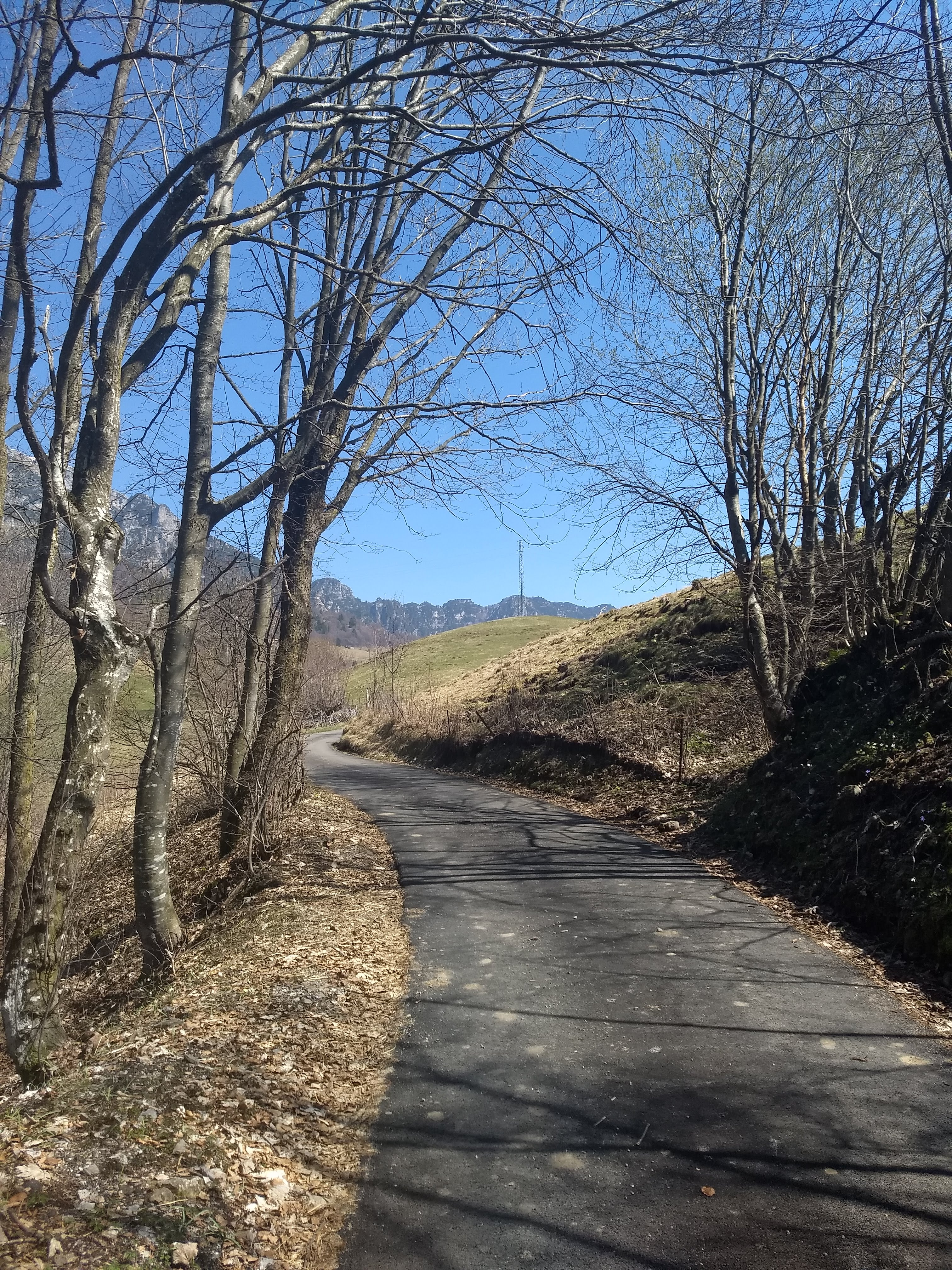
Monte Denai, località Bèrse. In questo luogo durante la Grande Guerra, nel dicembre del 1916, fu notato su un'automobile il re Vittorio Emanuele III nel corso di una sua ispezione alle retrovie del fronte
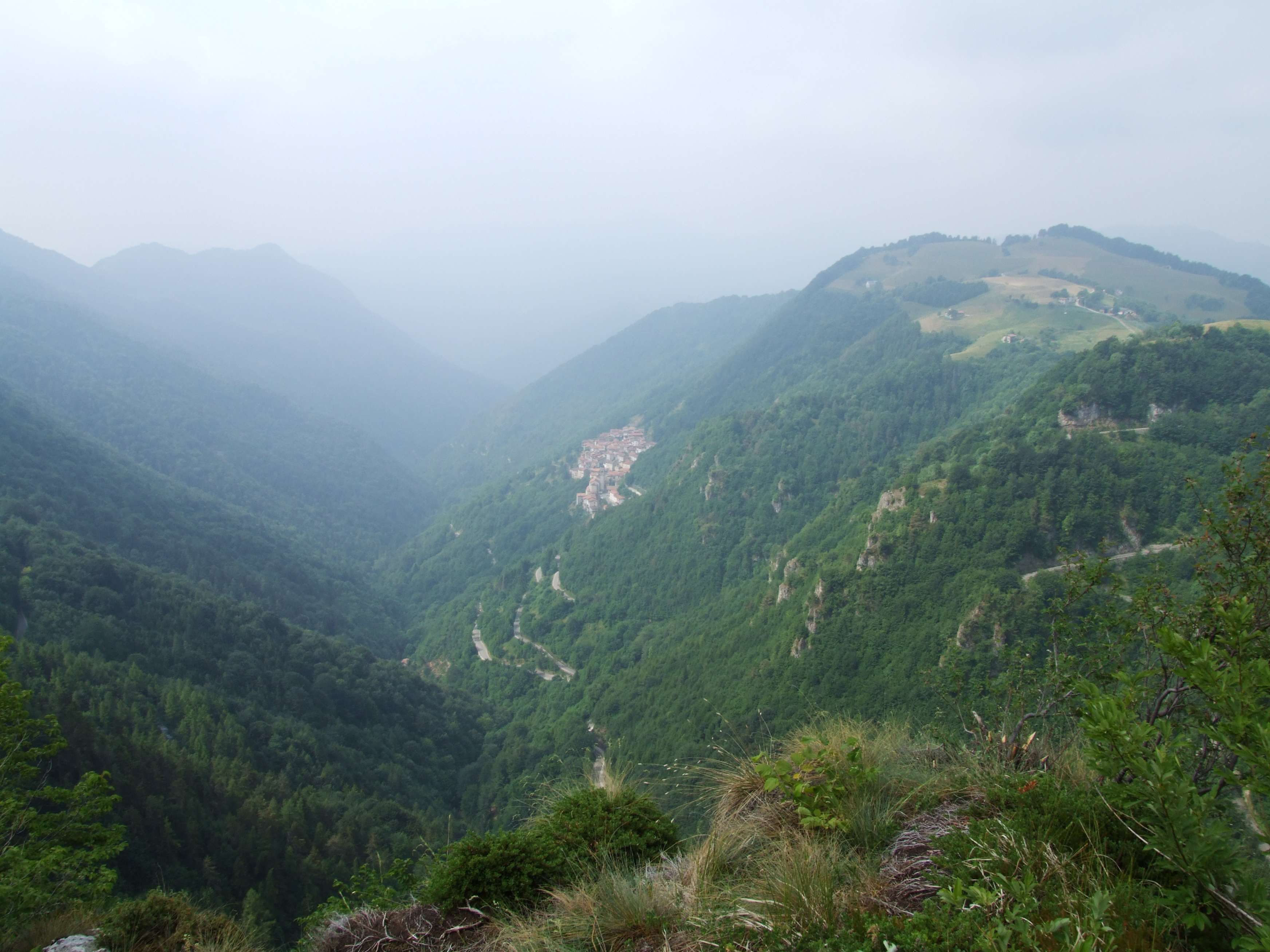
Magasa e l'altipiano di monte Denai visti dalla Rocca Pagana
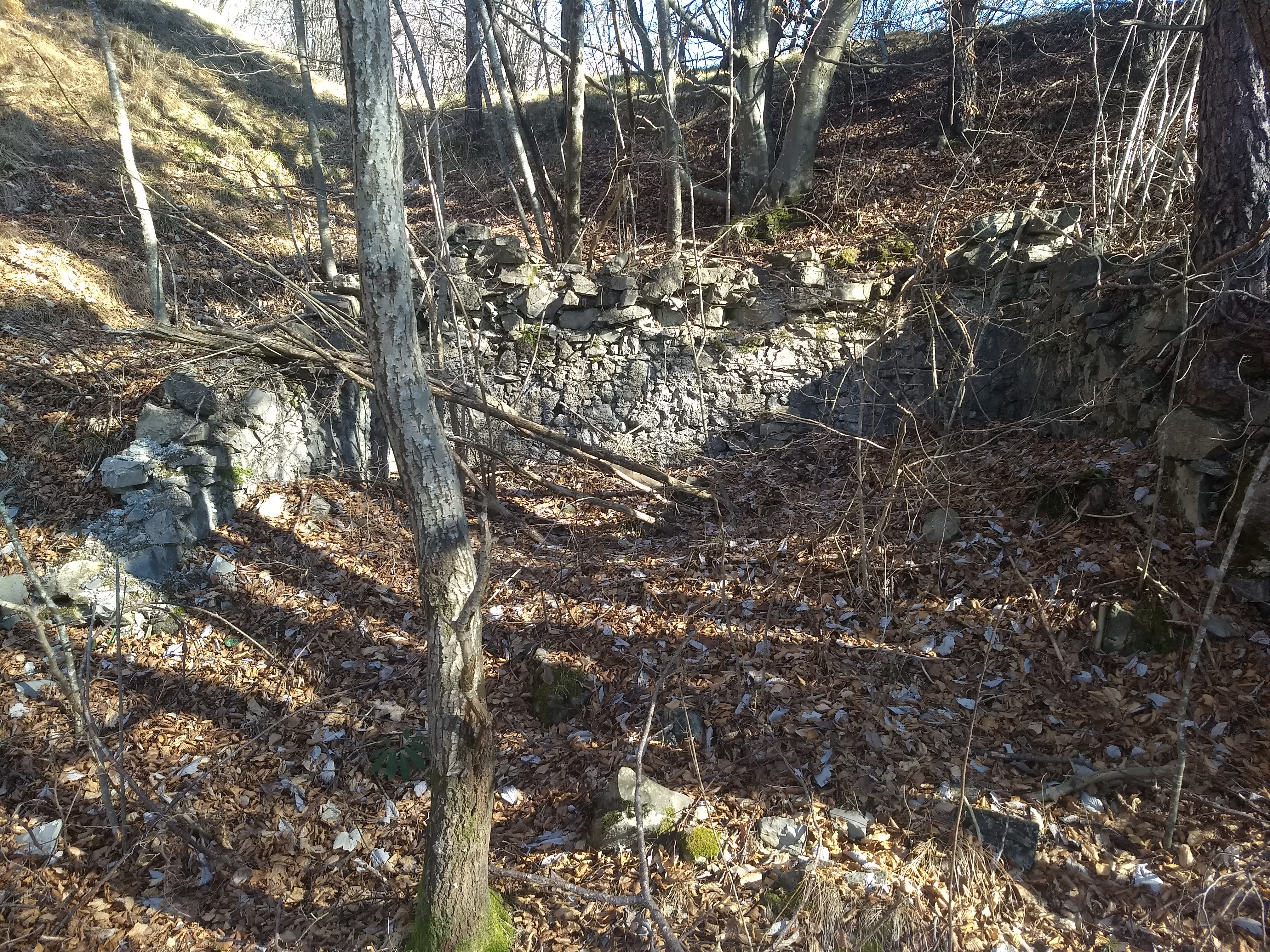
Magasa, località Costa di Romario. Ruderi del fabbricato di caccia appartenuto nel 1800 a don Giacomo Stefani sito in località detta "Rocòl de la Comàr", che nella dizione locale indicava l'allevatrice, e trae appunto il nome dalla proprietaria Elvira Salvi, di professione allevatrice e vissuta nel corso del 1900 a Magasa
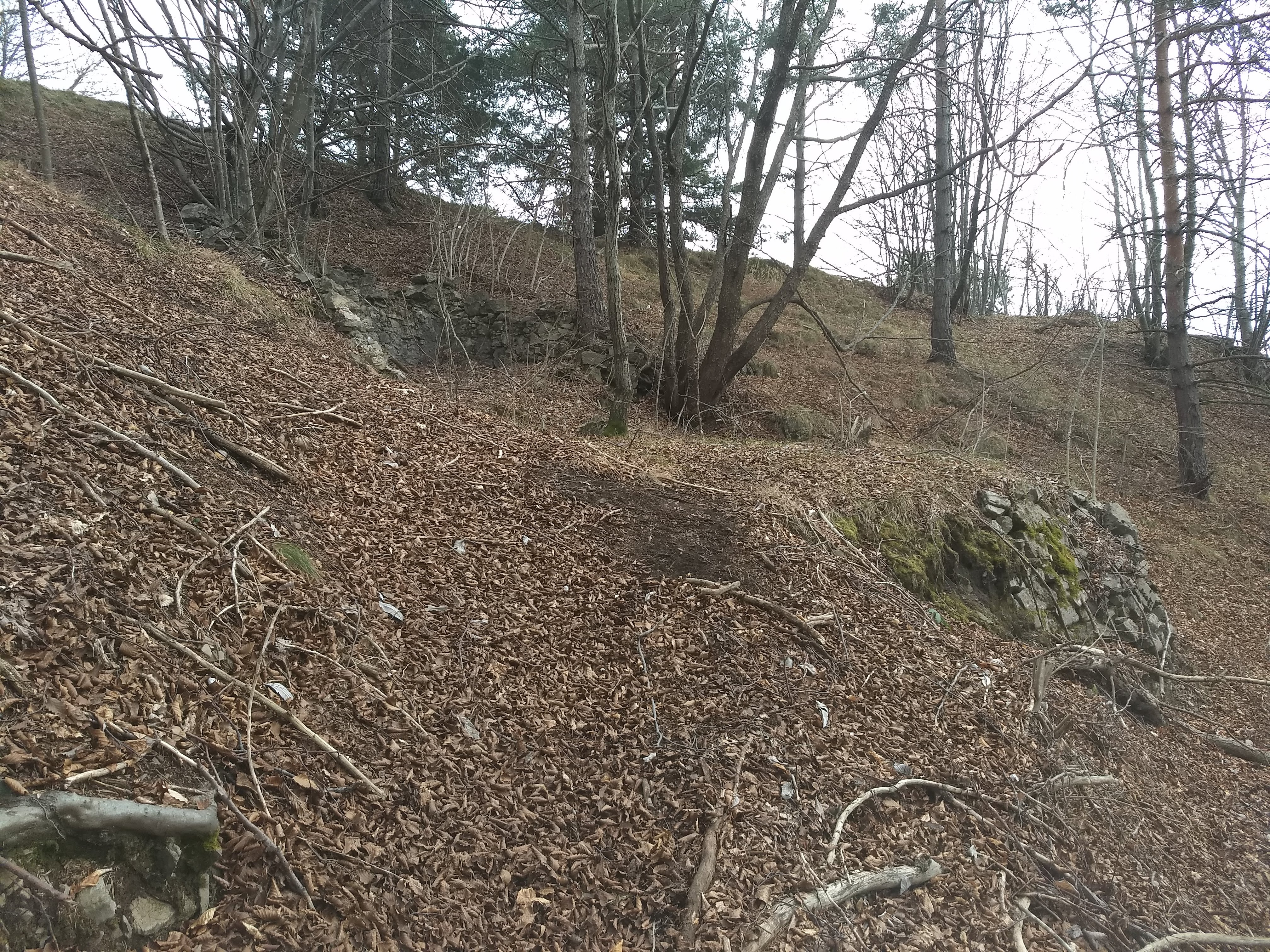
Monte Denai, località Costa di Romario, ruderi del Rocòl de la Comàr
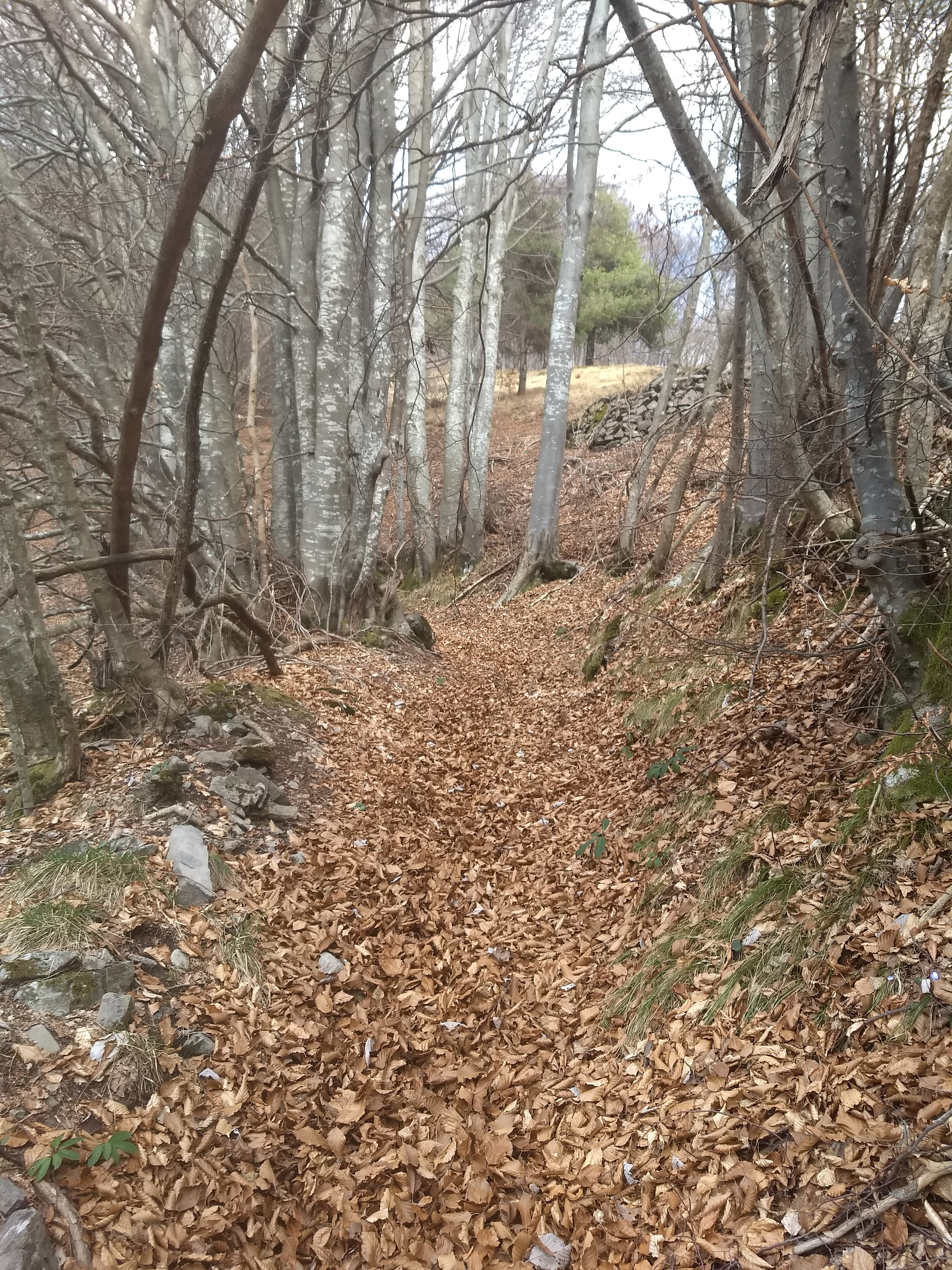
Monte Denai, scorcio del sentiero, che congiunge la località Piazza con il fondo delle Pozze, ripreso nei pressi dei ruderi del "Rocòl de la Comàr"
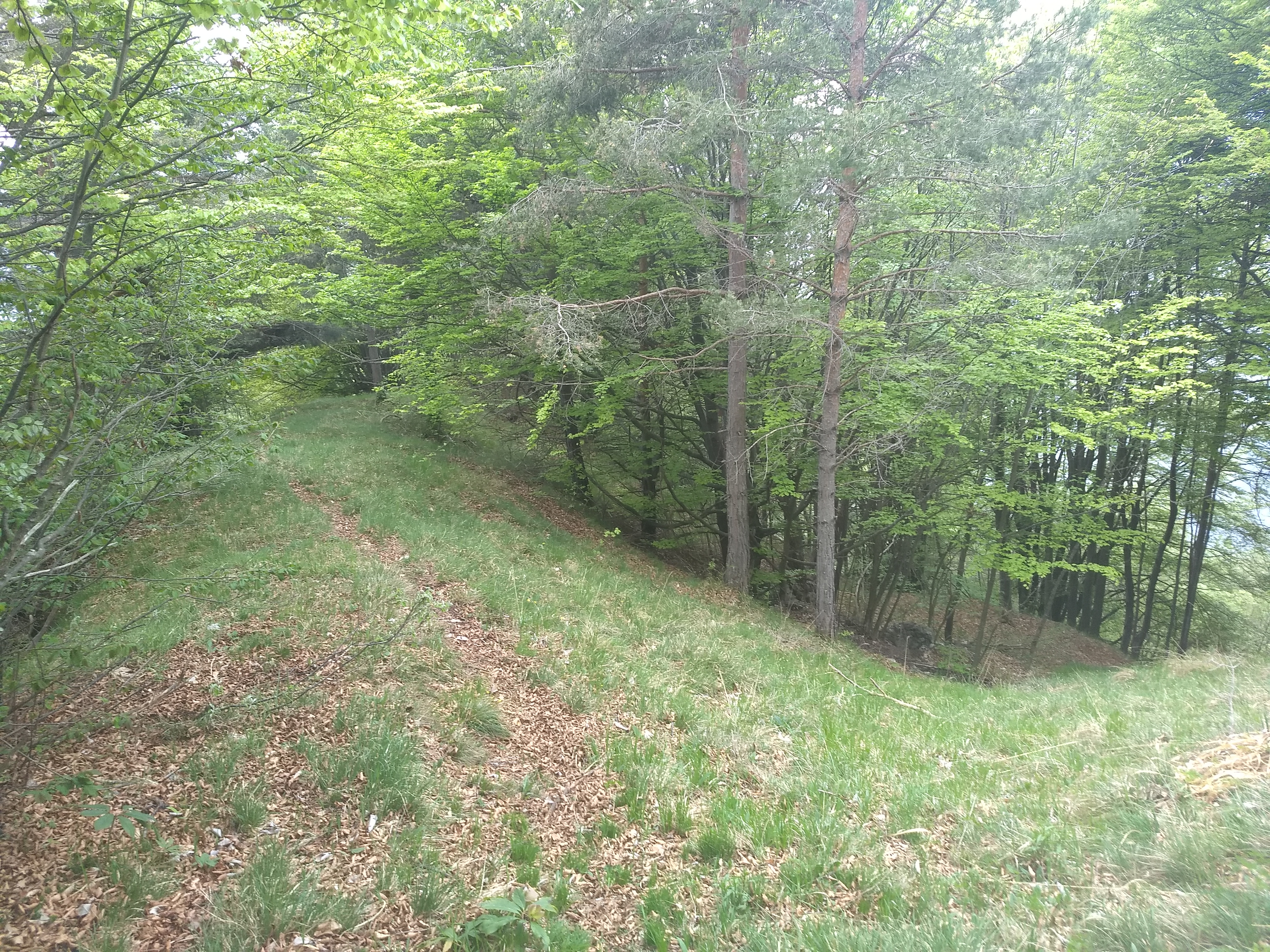
Monte Denai, Dosso del "Rocòl de la Comàr"
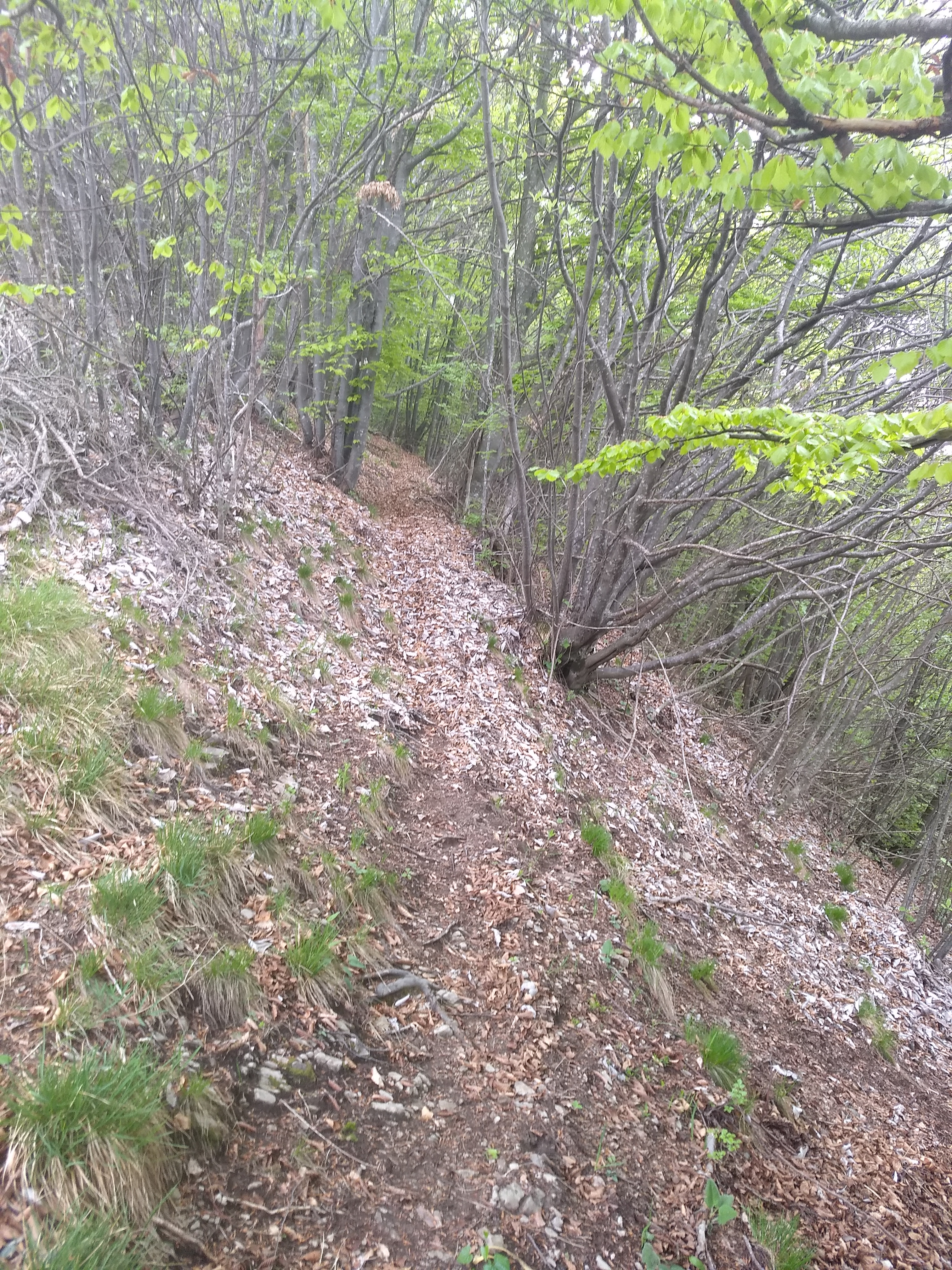
Monte Denai, sentiero de la Comàr
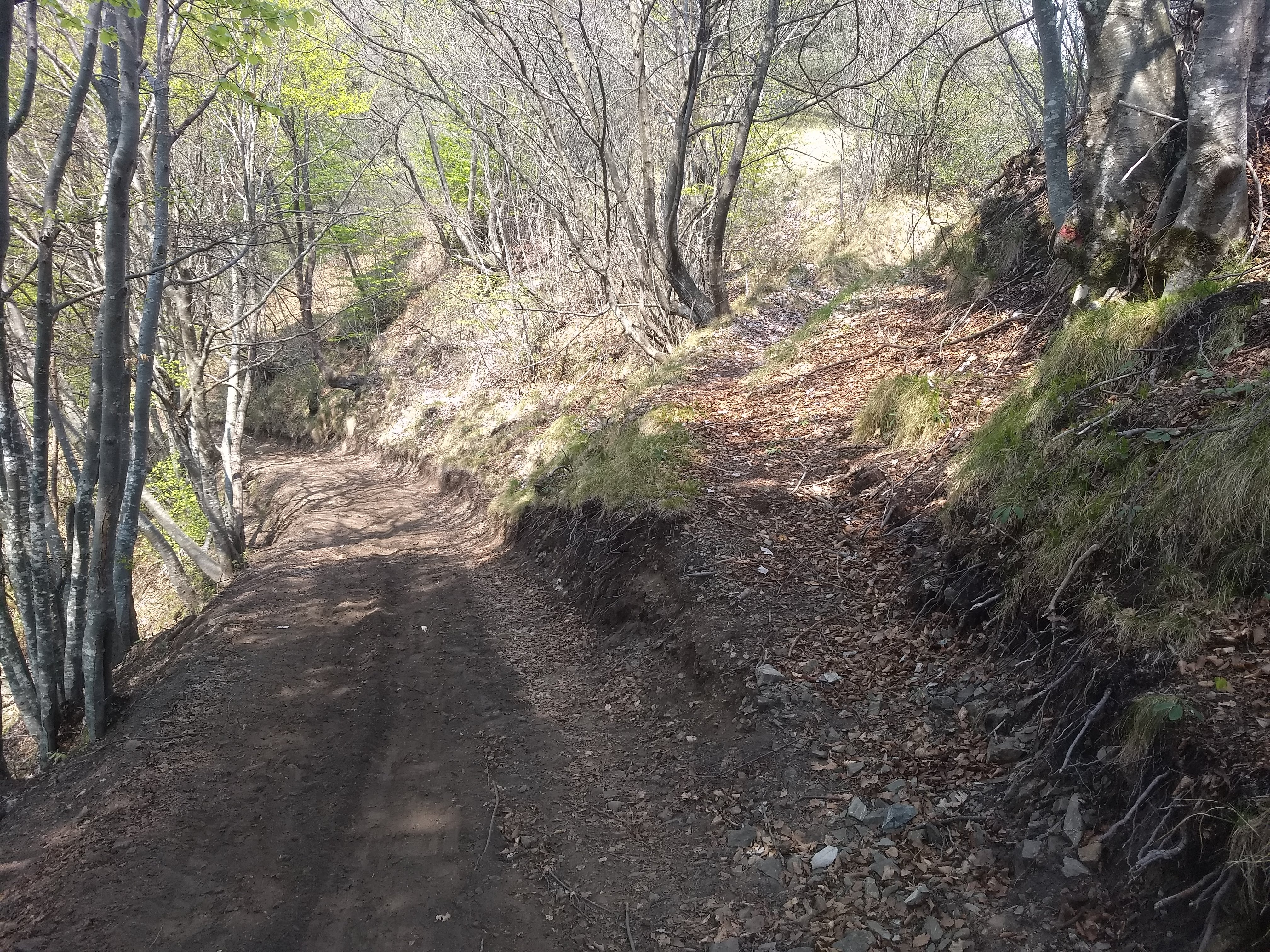
Monte Denai, località Cochèta a 1.135 s.l.m., bivio del sentiero, a destra per la Costa di Romario, a sinistra per la Valle della Tràa
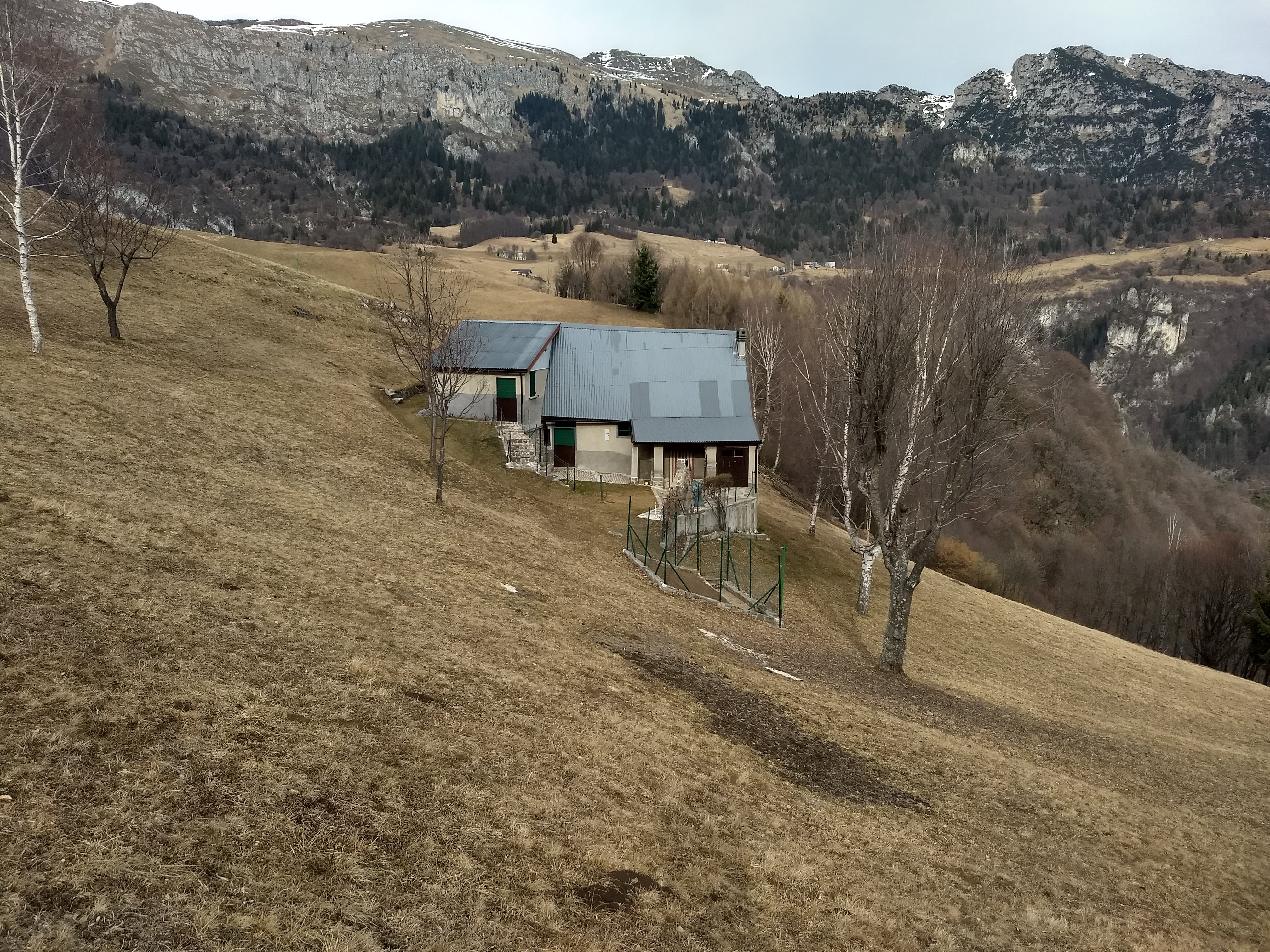
Monte Denai, un fondo agricolo
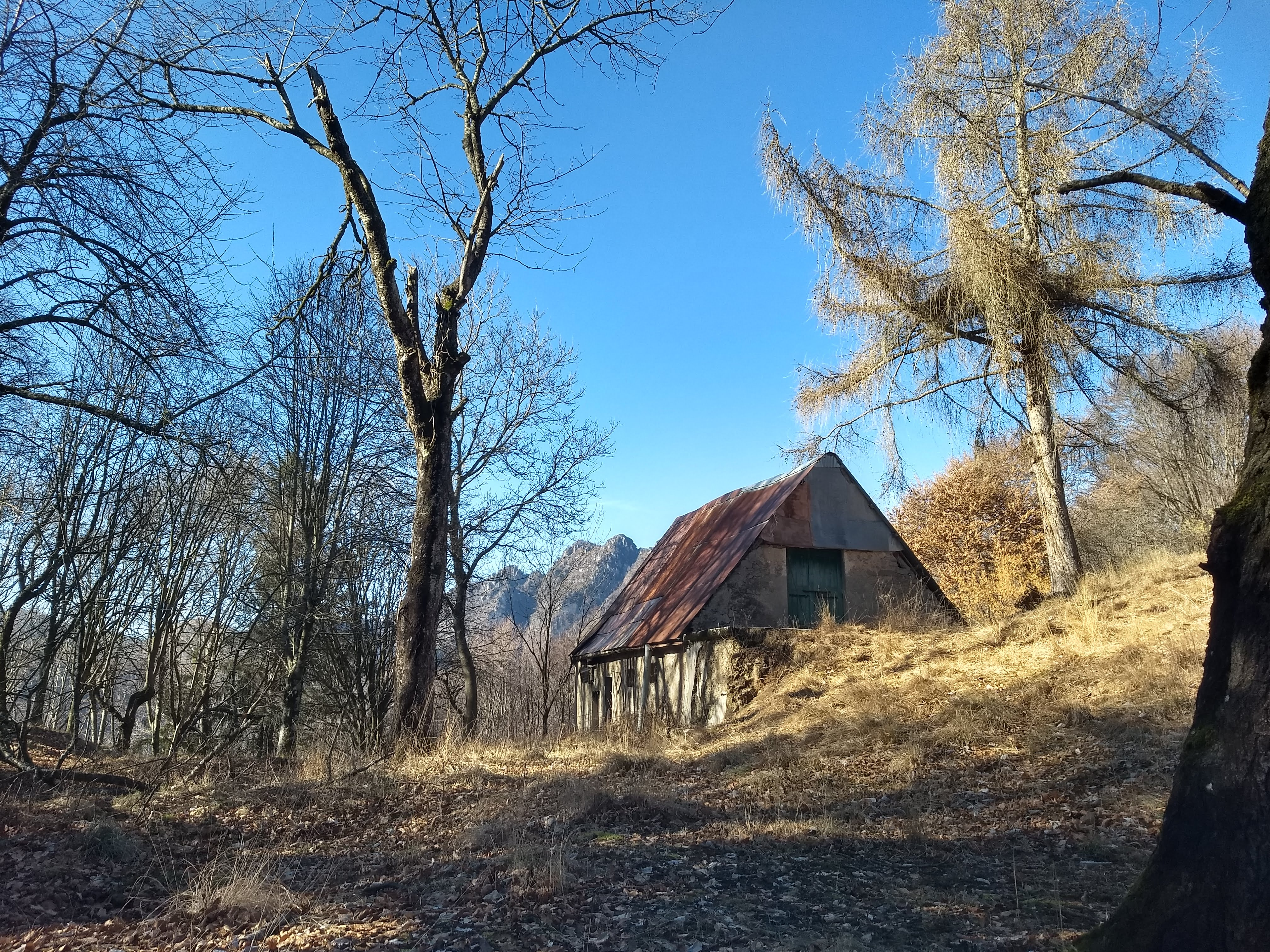
Monte Denai, località Piazza, fondo agricolo
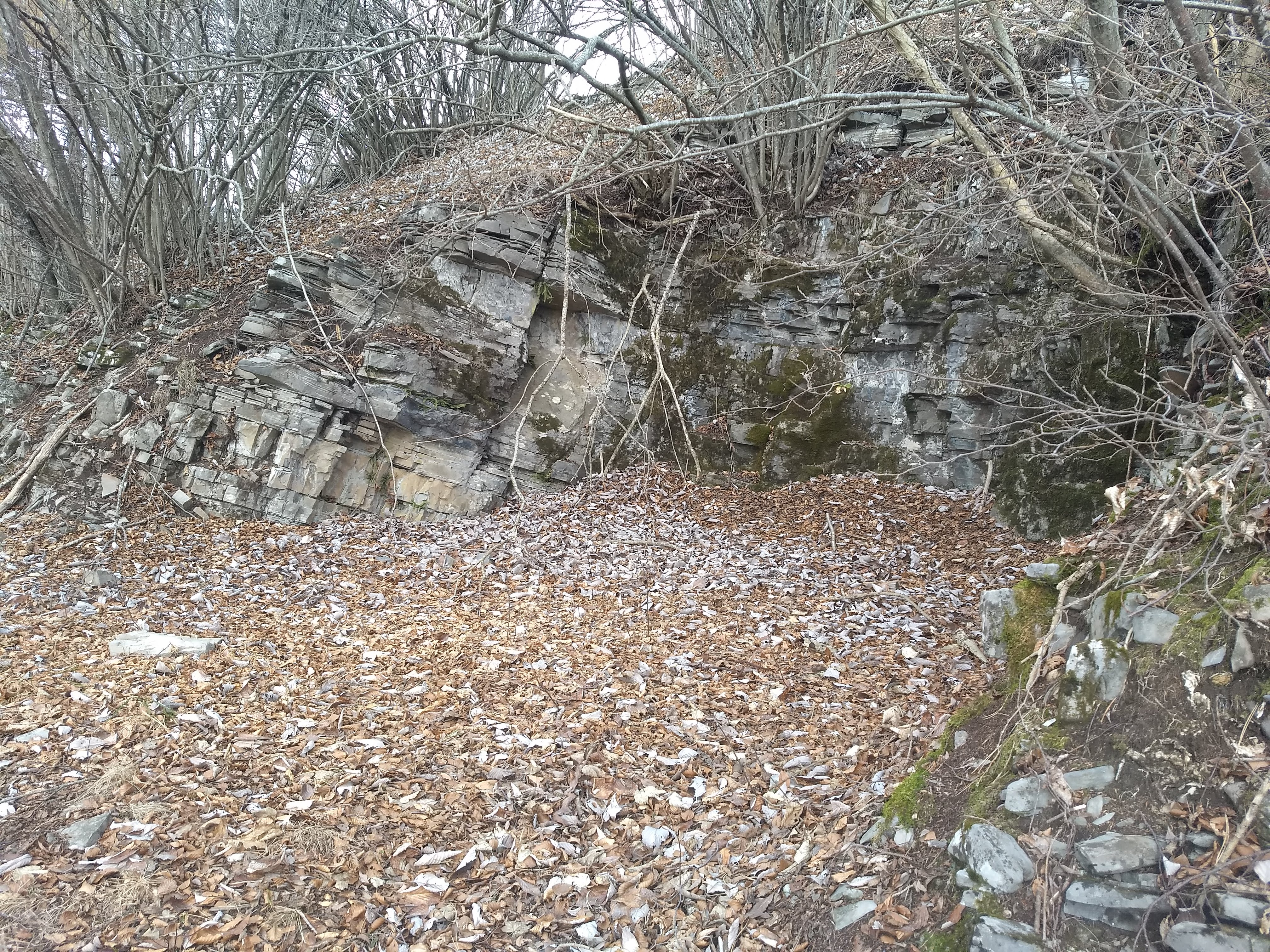
Monte Denai, postazione dell'artiglieria italiana costruita sul Dosso delle Teste nel 1915, diretta verso il monte Tombea
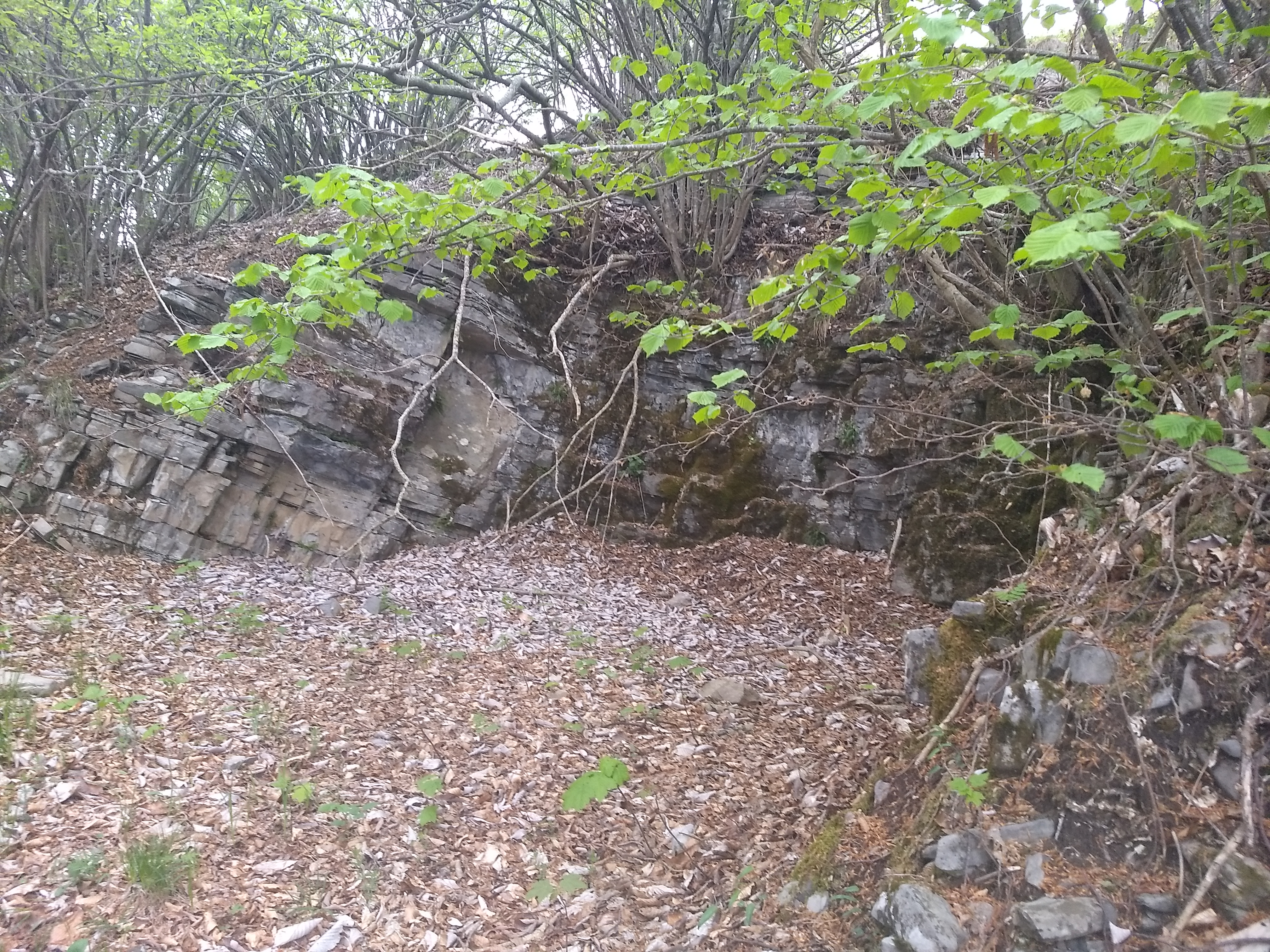
Monte Denai, postazione dell'artiglieria italiana sul Dosso delle Teste
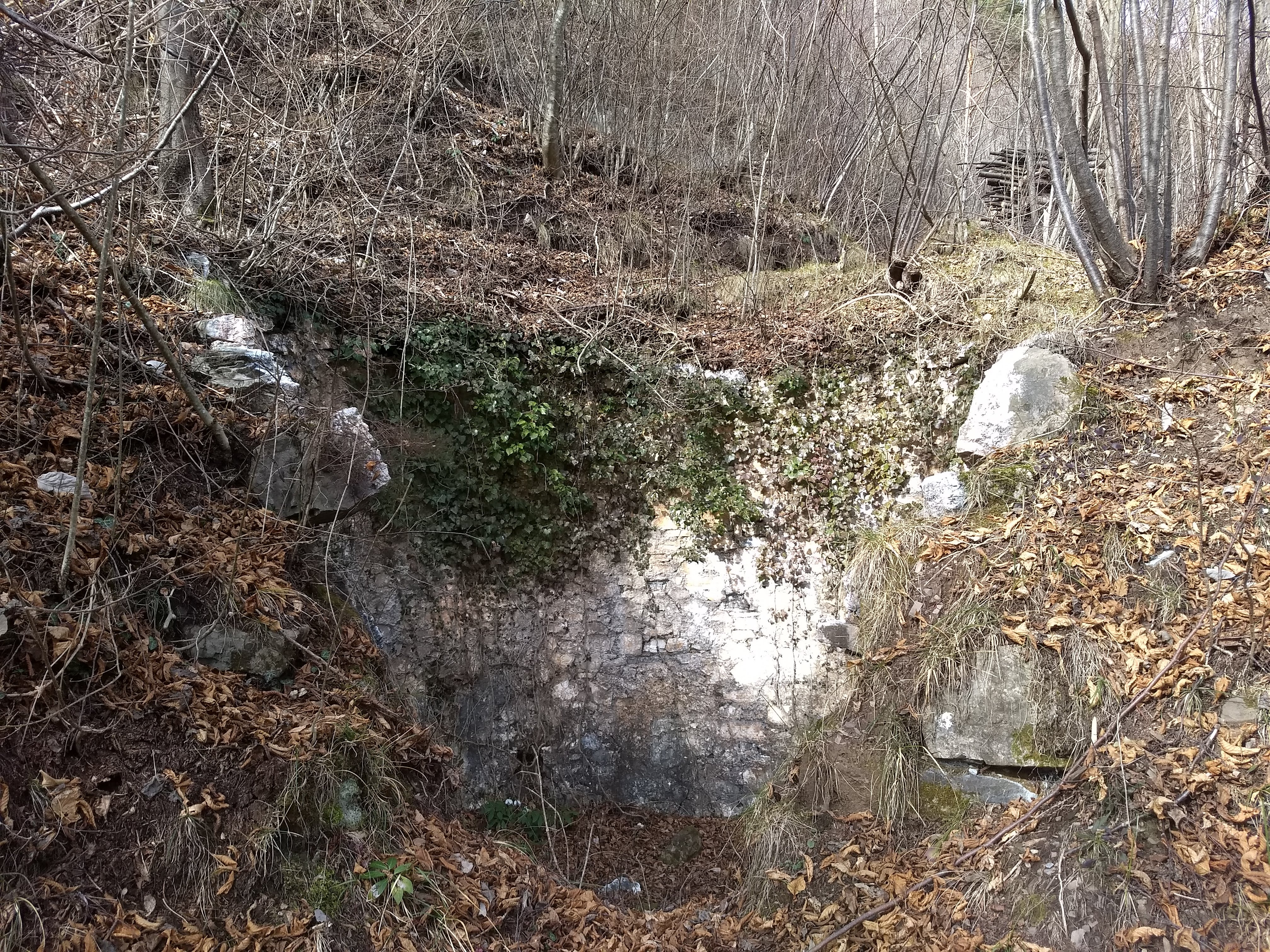
Monte Denai, località Calcine, ruderi di una fornace di calce
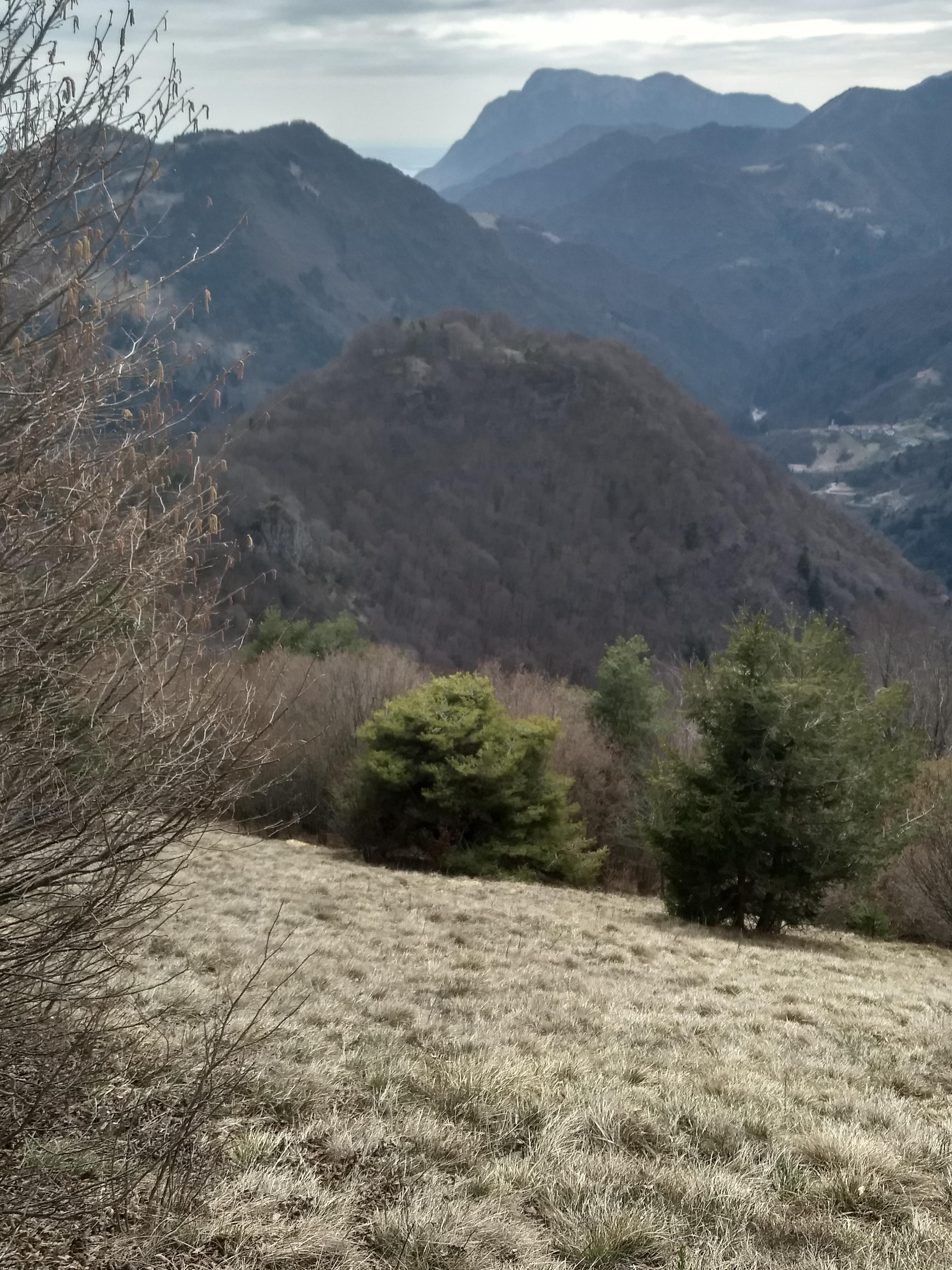
Monte Denai, panorama della località Piazza ripreso dal fondo delle Pozze, sullo sfondo il monte Pizzocolo
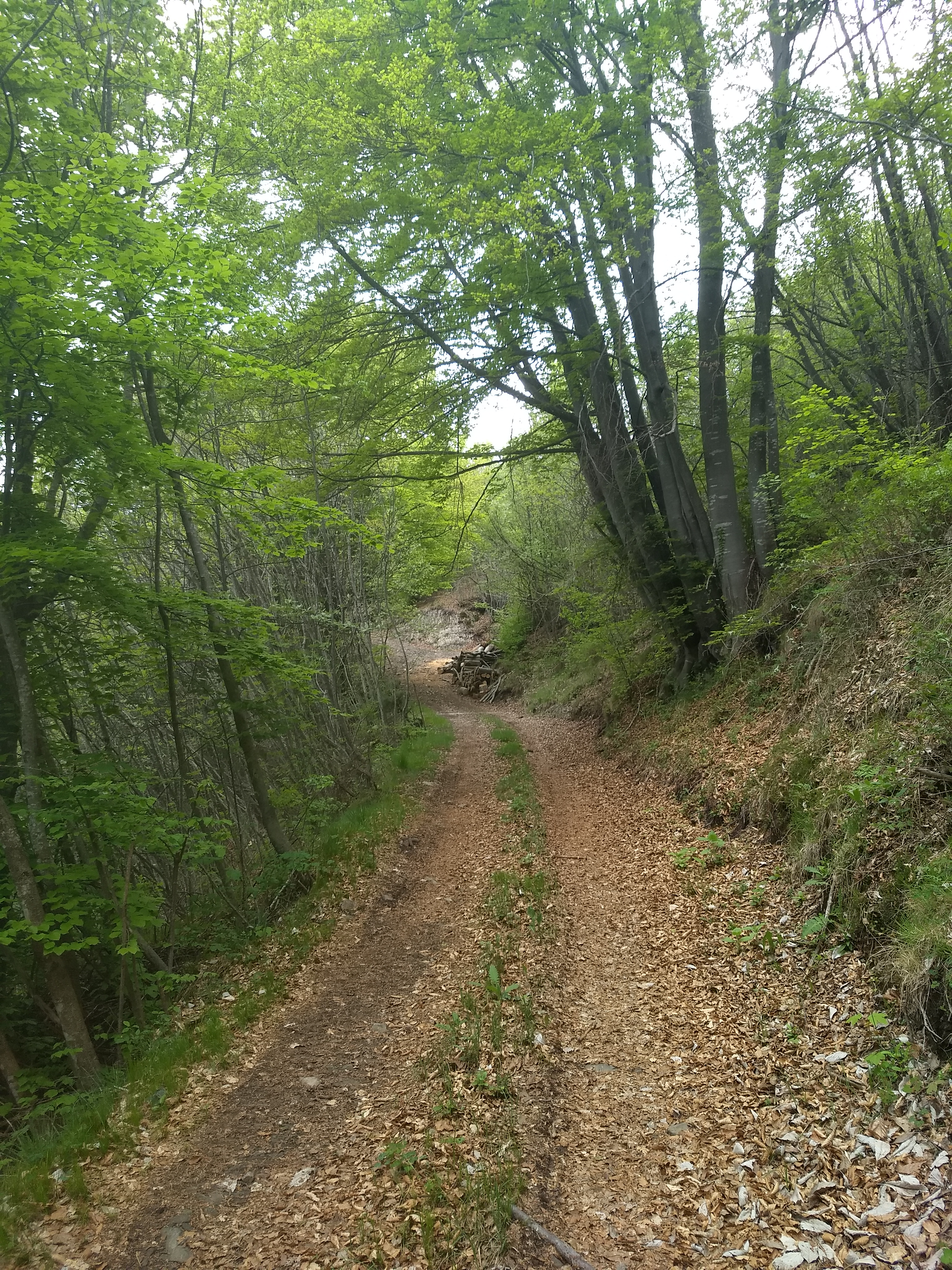
Monte Denai, passo della Cochèta
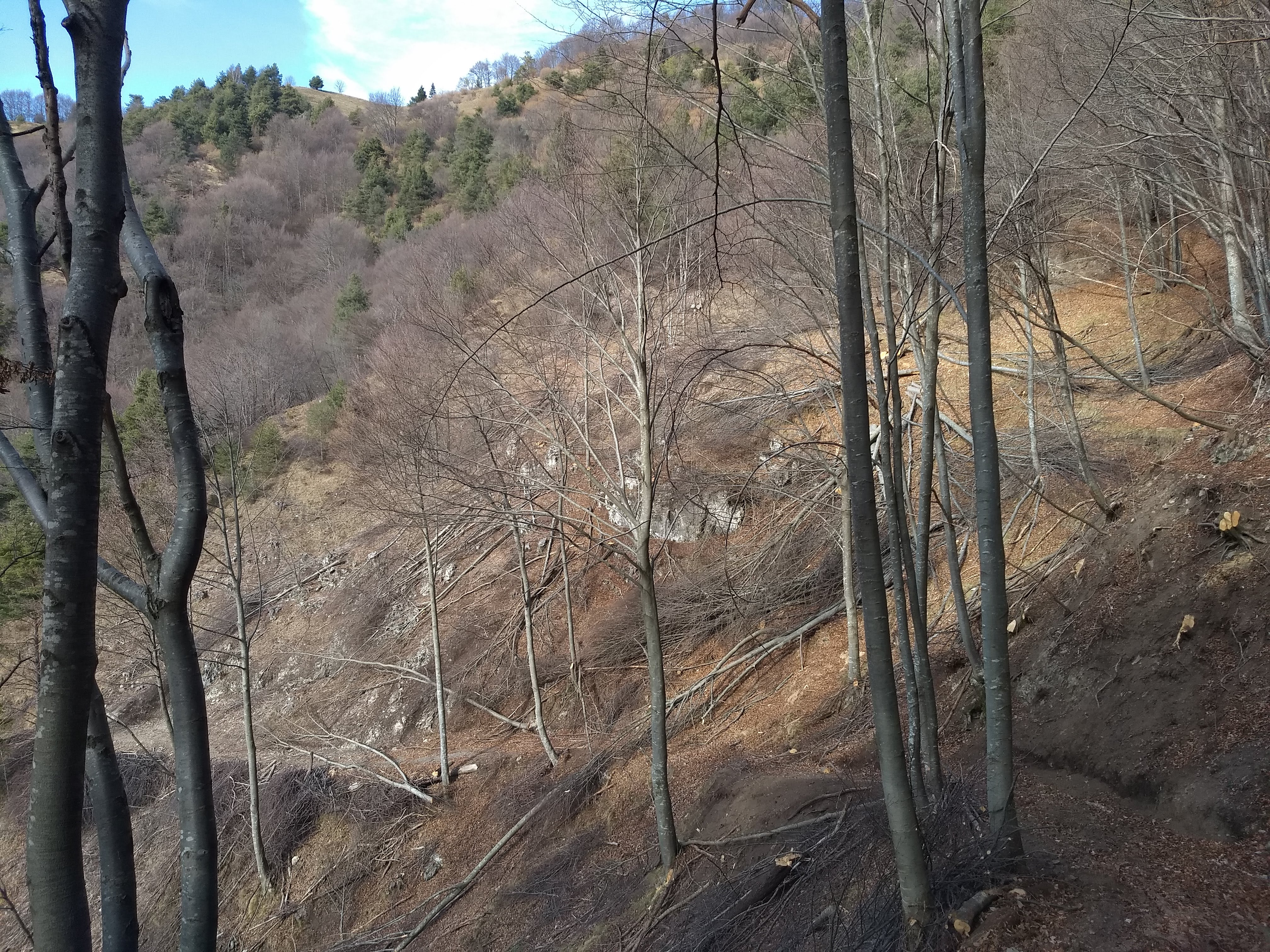
Monte Denai, Valle della Tràa
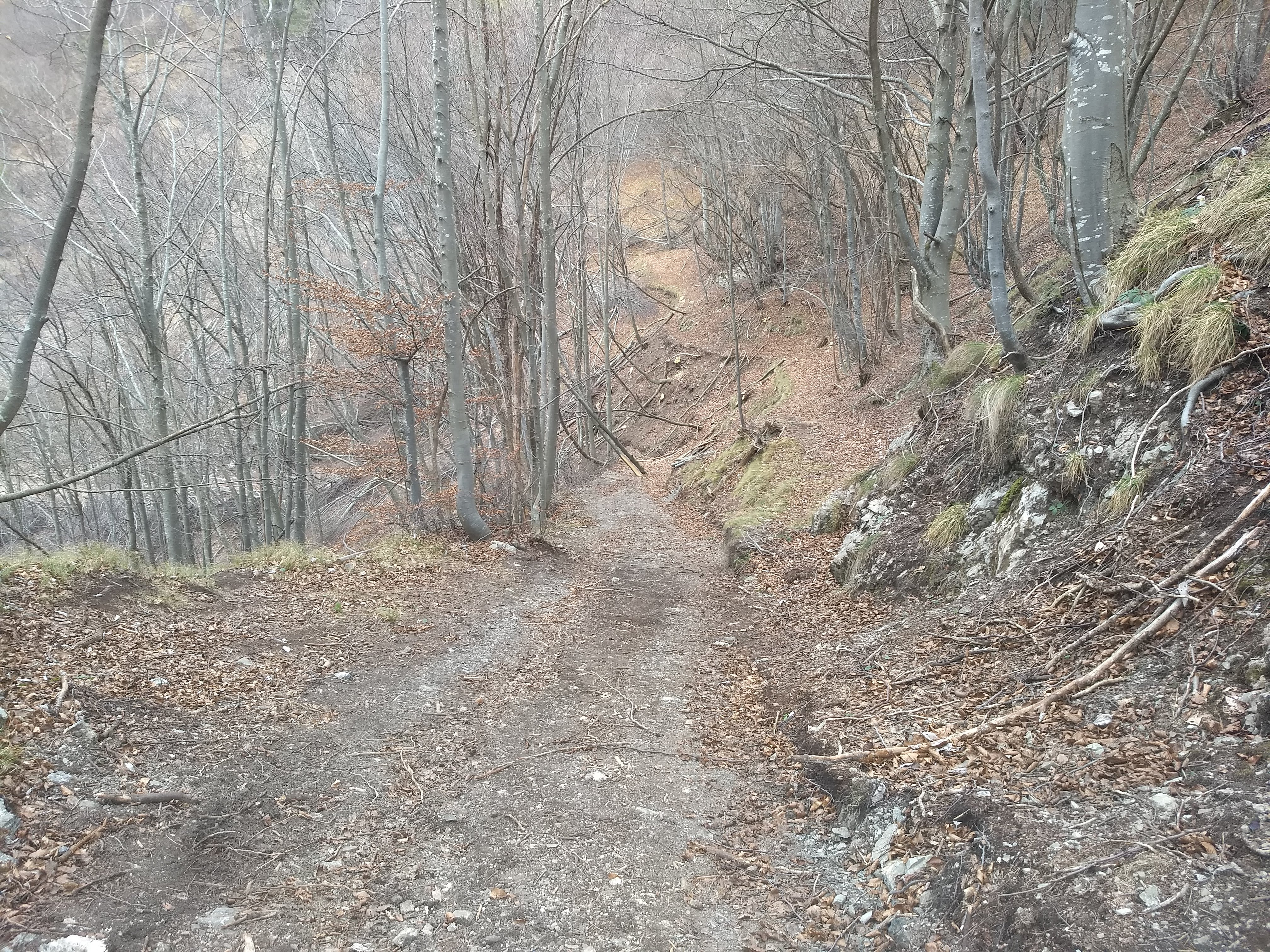
Monte Denai, Valle della Tràa
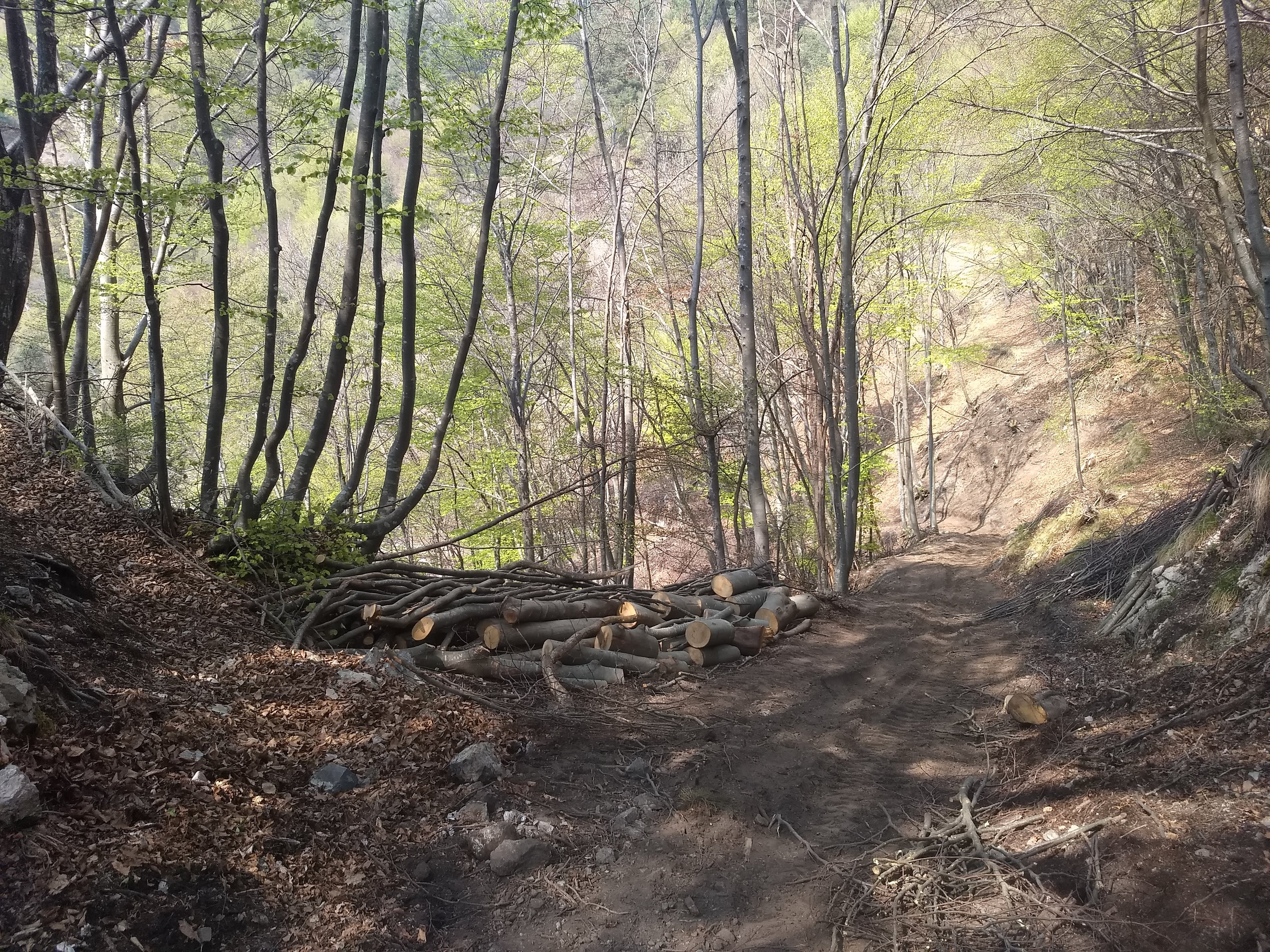
Monte Denai, Valle della Tràa
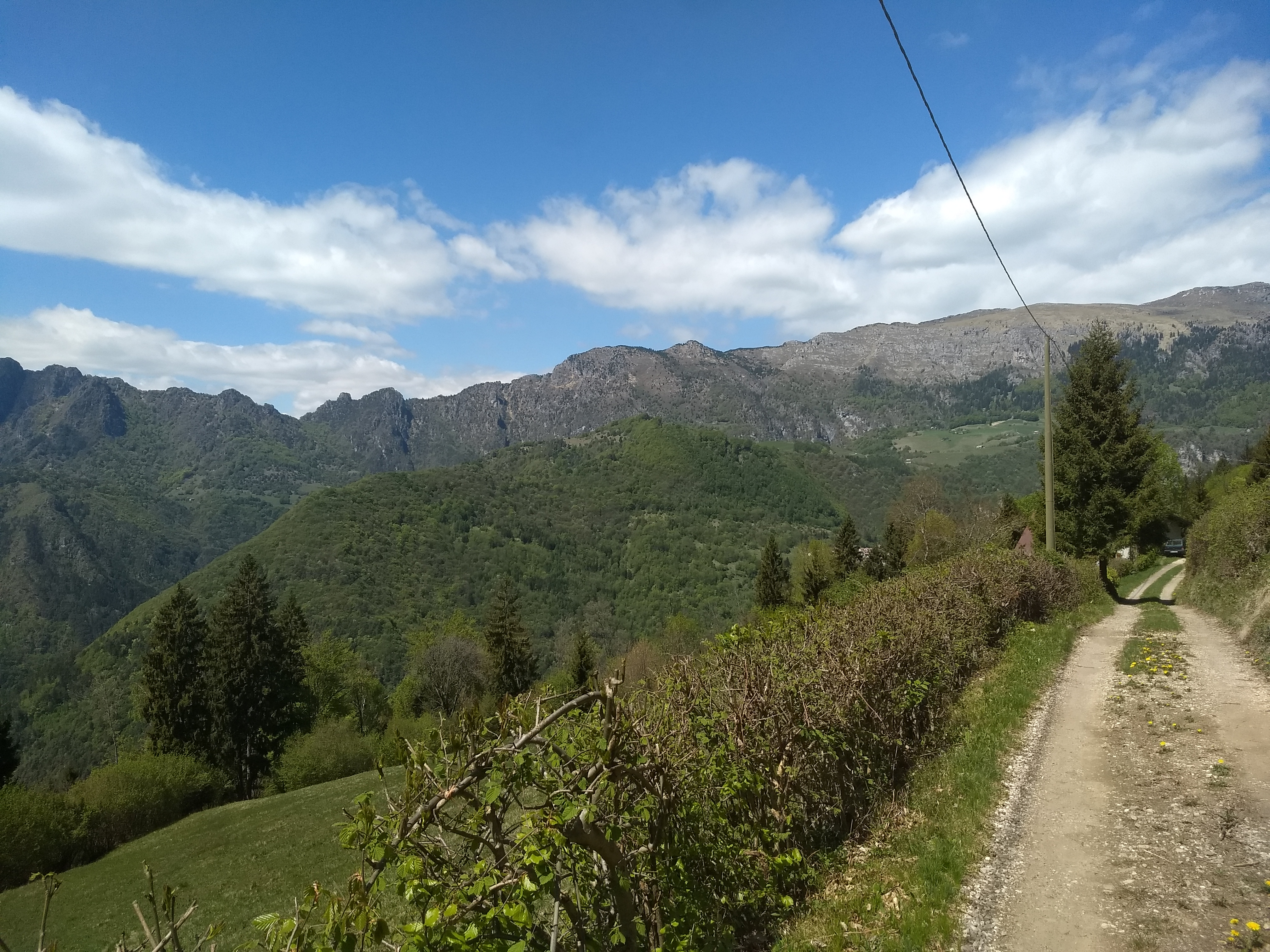
Monte Camiolo di Cima, fondo dei Bendoi e sullo sfondo Magasa e monte Denai